# Saint-Étienne-Vallée-Française
Pour les articles homonymes, voir Saint-Étienne (homonymie).
Saint-Étienne-Vallée-Française est une commune française, située dans le sud-est du département de la Lozère en région Occitanie.
Saint-Étienne-Vallée-Française est dans les Cévennes, en zone de culture protestante où s'est déroulée la révolte des Camisards sur une terre schisteuse traversée par un des Gardons où se cultivaient des châtaigniers et s'éduquaient des vers à soie, où on produit des pélardons et aux maisons à toits de lauzes et murs de schiste.
Saint-Étienne-Vallée-Française est une commune rurale qui compte 494 habitants en 2022, après avoir connu un pic de population de 1 986 habitants en 1851.  Ses habitants sont appelés les Stėphanois.
Exposée à un climat méditerranéen, elle est drainée par le Gard, le Galeizon, le Gardon de Sainte-Croix, le Gardon de Saint-Germain, le ruisseau de la Traverse et par divers autres petits cours d'eau. Incluse dans les Cévennes, la commune possède un patrimoine naturel remarquable : deux sites Natura 2000 (la « vallée du Gardon de Mialet » et la « vallée du Galeizon ») et huit zones naturelles d'intérêt écologique, faunistique et floristique.

## Géographie

### Localisation et relief
| Lozère St-Étienne-VF |

Saint-Étienne-Vallée-Française est une commune située au sud du département de la Lozère, en limite avec le Gard, dans l'ancienne province du Gévaudan. Son territoire, en périphérie du parc national des Cévennes, est au cœur des Cévennes.
Les villes voisines sont Alès (Gard) à 38 km à l'est et Florac (Lozère) à 43 km au nord.
Avec ses 5 099 hectares, la commune est au cœur des Cévennes en limite sud du Massif central en moyenne montagne et arrosée par une des branches du Gardon.
La vallée est orientée nord-ouest/sud-est. L'altitude moyenne de la commune (celle du bourg) est de 245 m ce qui en fait une des communes les moins hautes du département. Le point culminant, la montagne de la Vieille Morte (925 m), est sur la rive gauche du Gardon séparant la vallée du Gardon de Saint-Étienne de celle du Galeizon au nord-est alors que des monts moins hauts séparent le village de la vallée du Gardon de Sainte-Croix au sud-ouest. Le col Saint-Pierre sur la route de la Corniche des Cévennes relève, pour son versant lozérien, de la commune de Saint-Étienne.

### Communes limitrophes
Les communes limitrophes sont Saint-Martin-de-Boubaux, Mialet, Saint-Jean-du-Gard, Moissac-Vallée-Française et Saint-Germain-de-Calberte.
|                          | Saint-Germain-de-Calberte      |                         |
| Moissac-Vallée-Française | Saint-Étienne-Vallée-Française | Saint-Martin-de-Boubaux |
|                          | Saint-Jean-du-Gard (Gard)      | Mialet (Gard)           |

### Accès

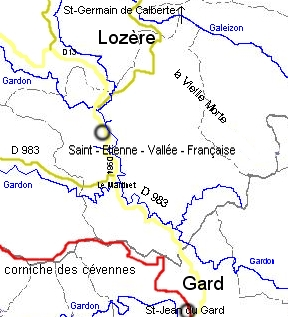
Carte de la commune.

L'axe routier principal est la RD 983 de Saint-Jean-du-Gard à Moissac-Vallée-Française. Du carrefour du Martinet, elle se continue par la RD 984 qui, en traversant le village, permet de rejoindre Saint-Germain-de-Calberte puis Florac. Les deux routes suivent le cours des Gardons. Le réseau de chemins communaux permet aux habitants de la rive gauche du Gardon de rejoindre la RD 13 et le col du Pendédis, notamment en cas de crue du Gardon.
Une ligne de bus assure une liaison hebdomadaire depuis et vers Florac et Mende. La gare la plus proche est celle d'Alès et l'aéroport, Nîmes-Garons.

### Climat
Pour des articles plus généraux, voir Climat de l'Occitanie et Climat de la Lozère.
En 2010, le climat de la commune est de type climat méditerranéen franc, selon une étude s'appuyant sur une série de données couvrant la période 1971-2000. En 2020, Météo-France publie une typologie des climats de la France métropolitaine dans laquelle la commune est exposée à un climat de montagne ou de marges de montagne et est dans la région climatique Provence, Languedoc-Roussillon, caractérisée par une pluviométrie faible en été, un très bon ensoleillement (2 600 h/an), un été chaud (21,5 °C), un air très sec en été, sec en toutes saisons, des vents forts (fréquence de 40 à 50 % de vents > 5 m/s) et peu de brouillards.
Pour la période 1971-2000, la température annuelle moyenne est de 12,8 °C, avec une amplitude thermique annuelle de 16,7 °C. Le cumul annuel moyen de précipitations est de 1 319 mm, avec 8,4 jours de précipitations en janvier et 4,2 jours en juillet. Pour la période 1991-2020, la température moyenne annuelle observée sur la station météorologique la plus proche, située sur la commune du Collet-de-Dèze à 11 km à vol d'oiseau, est de 12,9 °C et le cumul annuel moyen de précipitations est de 1 612,2 mm,. Pour l'avenir, les paramètres climatiques de la commune estimés pour 2050 selon différents scénarios d'émission de gaz à effet de serre sont consultables sur un site dédié publié par Météo-France en novembre 2022.

### Végétation

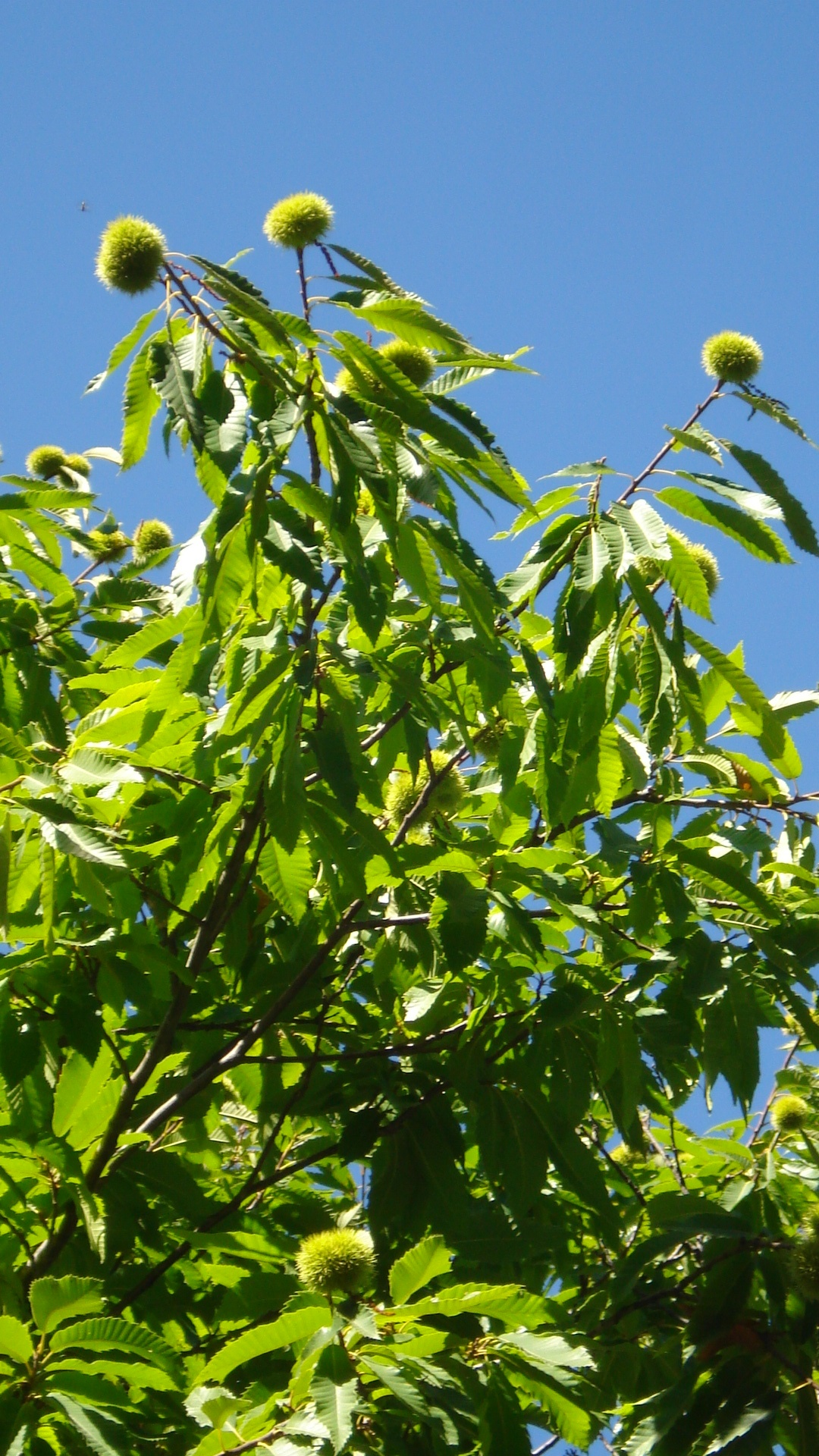
Un châtaignier.

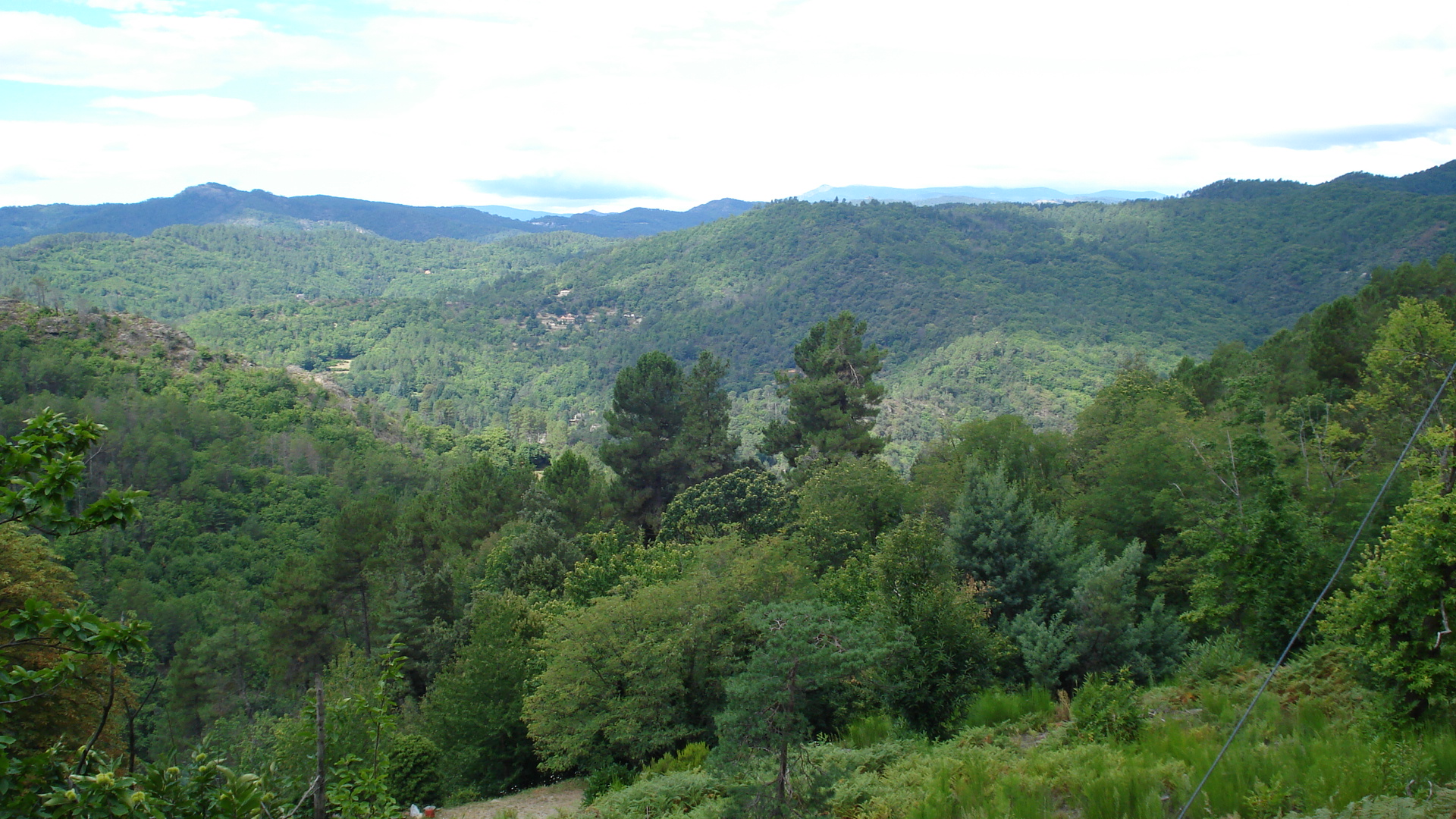
Vue depuis les Avelacs.

Autrefois essentiellement couvert de châtaigneraies, le territoire est encore fortement boisé même si un incendie a fait de gros dégâts en août 2003. Avec l'abandon progressif de la culture des châtaigniers, les pins ont gagné l'ensemble du territoire. De plus, l'ONF a poussé à la plantation de résineux, seule sylviculture locale économiquement viable.
Les données du réseau Natura 2000 indiquent que la végétation de la vallée est essentiellement composée de pins et de résineux (40 % des surfaces), de châtaigniers et autres arbres à feuilles caduques (37 %), de chênes verts (10 %) mais aussi de broussailles (1 %) et de rares prairies (1 %). La montagne de la Vieille Morte est un site important pour une espèce rare de Juniperus. Il y pousse aussi quelques pins de Salzmann associés à des cistes rares (ciste à feuilles de peuplier et ciste de Pouzolz). Les rochers et les éboulis rocheux occupent 1 % de sa surface.
La déprise agricole source d'embroussaillement et la généralisation des résineux ont accru les risques d'incendie. Aussi, la commune est considérée comme exposée aux risques naturels d'incendie.

### Faune remarquable
L'argiope frelon (Argiope bruennichi) se rencontre dans les hautes herbes des terrasses de culture abandonnées. La huppe fasciée fréquente volontiers les vieux châtaigniers.
En été, le circaète Jean-le-Blanc (Circaetus gallicus) chasse régulièrement sur le territoire.
Les eaux du Gardon et des ruisseaux affluents abritent, entre autres, des populations de loutres et de castors, voire des écrevisses.

### Hydrographie
Le village est sur la rive droite du Gardon de Saint-Étienne qui rejoint le Gardon de Sainte-Croix au sud de la commune au lieu-dit le Martinet pour former le Gardon de Mialet. Le Galeizon, affluent du Gardon d'Alès, est sur 1 km la limite nord-ouest de la commune avec Saint-Martin-de-Boubaux. Sur la commune, le Gardon de Saint-Étienne possède quatorze ruisseaux affluents tels le ruisseau de Salvayre au sud, le ruisseau de la Combe des Avelacs, le Merlet au nord vers Saint-Germain, etc. Il existe de nombreuses sources dont certaines alimentent des fontaines comme la Font de Bouret dans le bourg ou des maisons non raccordées au réseau de distribution d'eau du fait de leur isolement.
Le débit du Gardon est insuffisant pour des activités nautiques, d'autant plus que les dernières années ont été très sèches. Cependant, il existe de nombreux gourgs (trous d'eau) où l'on peut se baigner, notamment au Martinet. La faible présence humaine et l'importance de la couche de galets et de graviers donnent une couleur turquoise à l'eau du Gardon dès qu'il y a un peu de profondeur. En 2008, la qualité de l'eau du Gardon était qualifiée de bonne sauf entre le bourg et le confluent du Martinet où elle était qualifiée d'assez bonne.

### Géologie

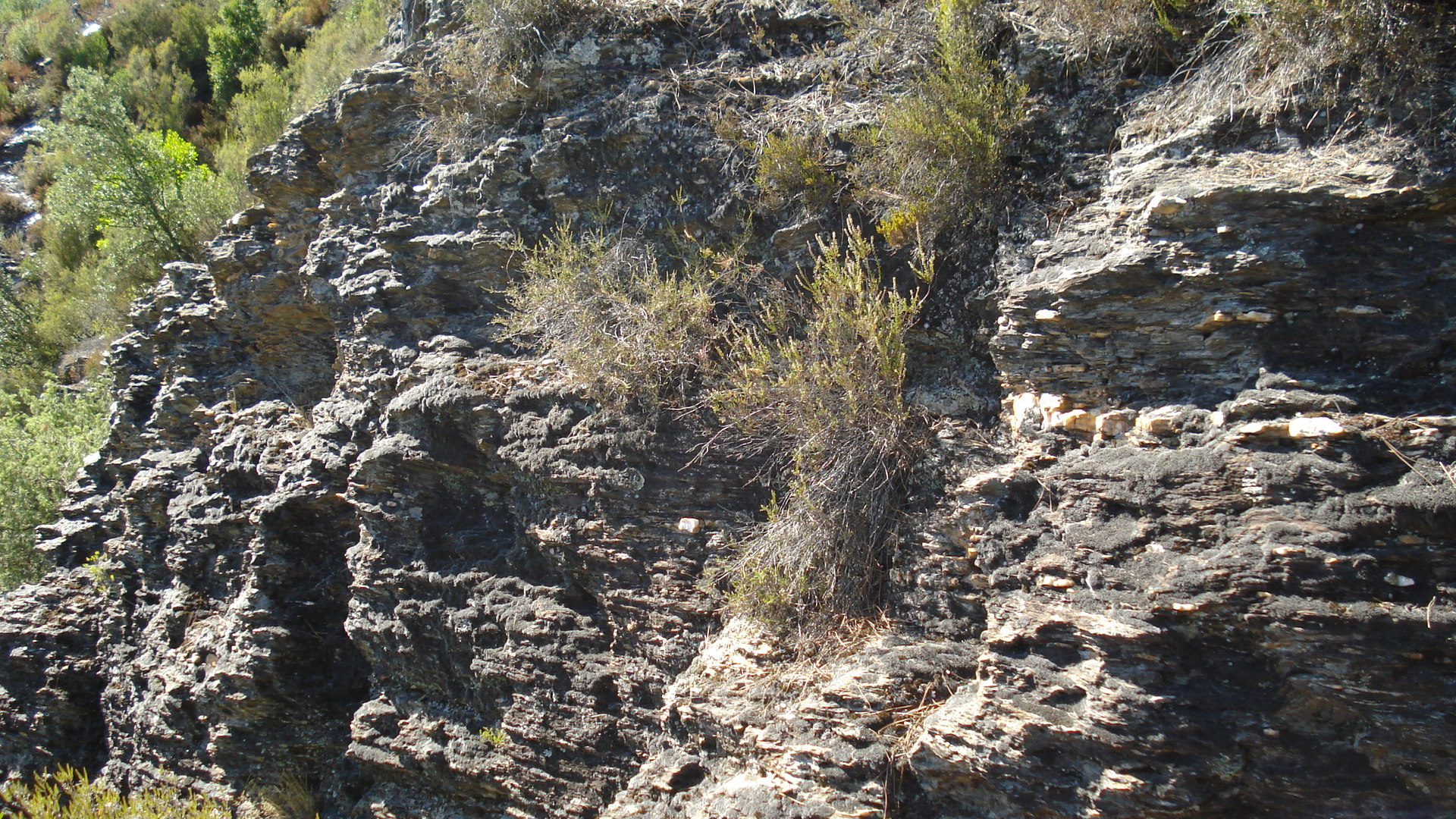
Coupe de roche mêlant micaschiste et quartz.

Le sous-sol est surtout composé de schiste, de micaschiste mêlé d'un peu de quartz. Ces roches métamorphiques du Paléozoïque proviennent du socle ancien qu'est le Massif Central. Ces sols non calcaires sont légèrement acides.

## Urbanisme

### Typologie
Au 1er janvier 2024, Saint-Étienne-Vallée-Française est catégorisée commune rurale à habitat dispersé, selon la nouvelle grille communale de densité à sept niveaux définie par l'Insee en 2022.
Elle est située hors unité urbaine et hors attraction des villes,.

### Occupation des sols
L'occupation des sols de la commune, telle qu'elle ressort de la base de données européenne d’occupation biophysique des sols Corine Land Cover (CLC), est marquée par l'importance des forêts et milieux semi-naturels (96,1 % en 2018), une proportion sensiblement équivalente à celle de 1990 (96,6 %). La répartition détaillée en 2018 est la suivante : 
forêts (69,6 %), milieux à végétation arbustive et/ou herbacée (26,5 %), zones agricoles hétérogènes (1,4 %), zones urbanisées (1,3 %), prairies (1,2 %). L'évolution de l’occupation des sols de la commune et de ses infrastructures peut être observée sur les différentes représentations cartographiques du territoire : la carte de Cassini (XVIIIe siècle), la carte d'état-major (1820-1866) et les cartes ou photos aériennes de l'IGN pour la période actuelle (1950 à aujourd'hui).

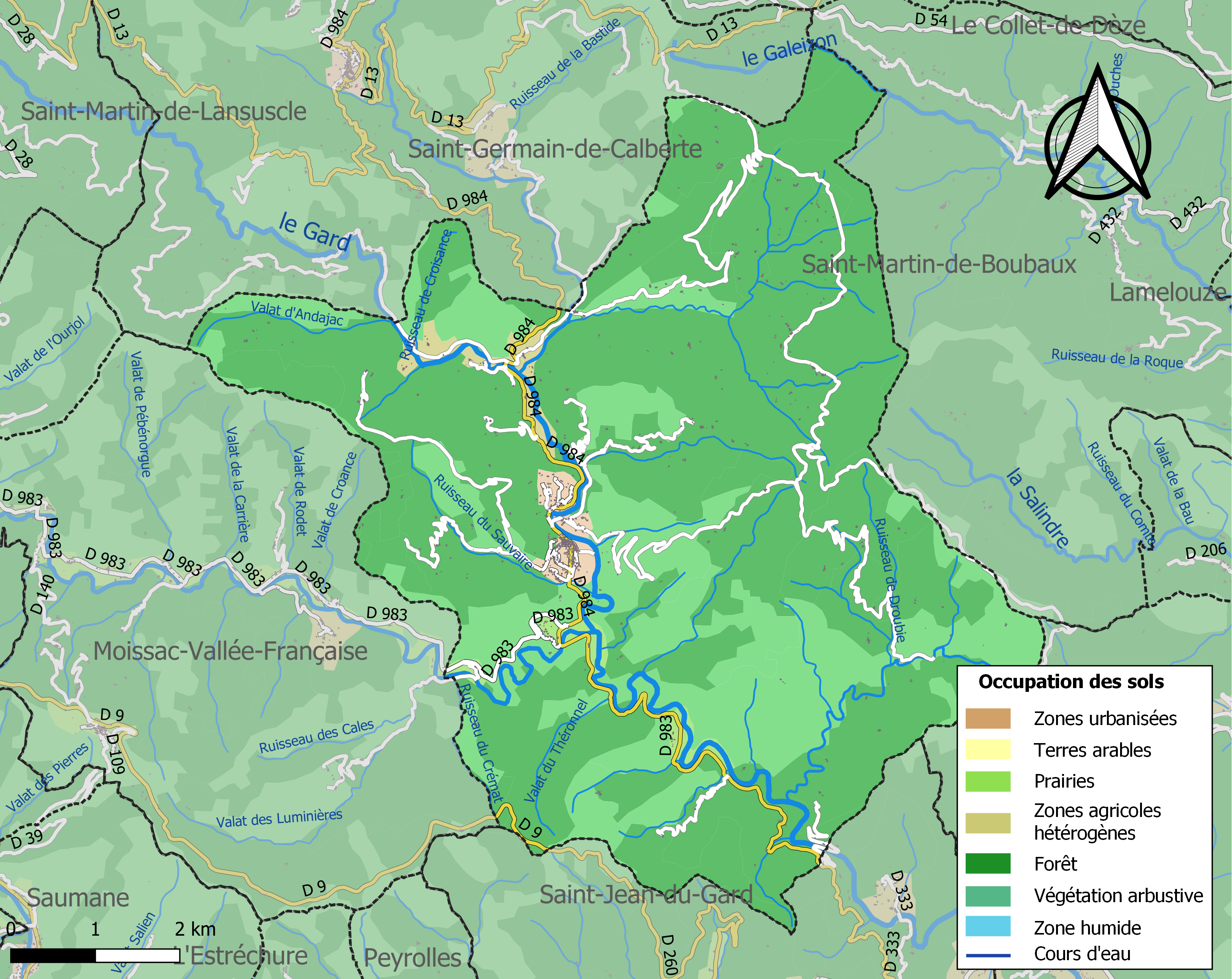
Carte des infrastructures et de l'occupation des sols de la commune en 2018 (CLC).

### Le bourg

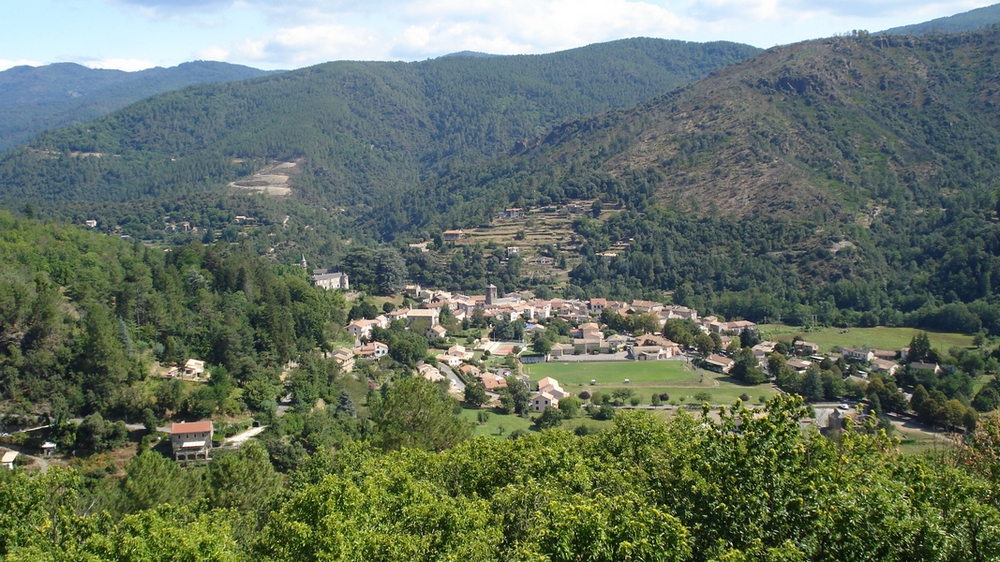
Le village vu du Castélas.

Le bourg est constitué de trois parties contiguës. La plus ancienne, au pied de la colline du château, entoure l'église. Au Moyen Âge, ces maisons accolées constituaient, une fois barricadées, une sorte de rempart. Une seconde, plus au sud, est construite parallèlement au Gardon. Les maisons le long de la rue Cabiron forment jusqu'à la fin du XIXe siècle la rue principale. Enfin, la partie la plus récente part vers l'ouest depuis la place du monument aux morts le long de l'avenue des Tilleuls avec la plupart des commerces, l'école et le collège. Elle conduit aux constructions nouvelles sur les anciens champs des Prats et aux HLM des Gravasses.

### Les écarts

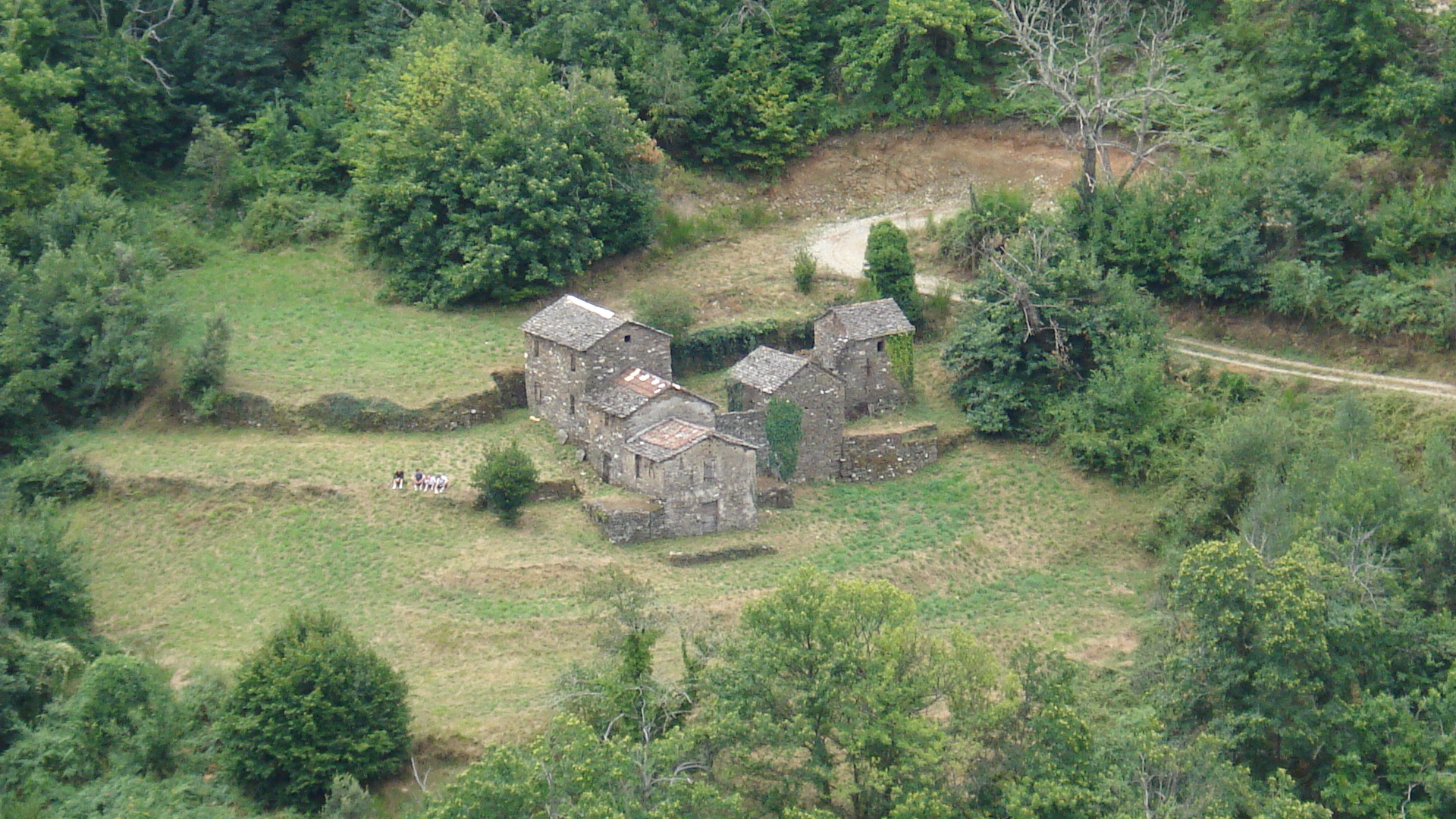
Dans le vallon des Avelacs.

Plusieurs hameaux, ne comptant souvent que quelques maisons, et de nombreux mas isolés, existent. Cet habitat dispersé est à la base de petites communautés que les Cévenols appellent traditionnellement les « quartiers ». Parmi ces écarts et lieux-dits, on retrouve :
| - le Meyran - Andajac - Leyris - Croisance | - les Solièges - les Avelacs - Droubies - Serres | - les Passadoires - le Pont de Burgen - Mas Amalric - Espinassous | - Cabrespic - le Martinet - la Fare - Marouls |

### Risques majeurs
Le territoire de la commune de Saint-Étienne-Vallée-Française est vulnérable à différents aléas naturels : météorologiques (tempête, orage, neige, grand froid, canicule ou sécheresse), inondations, feux de forêts, mouvements de terrains et séisme (sismicité faible). Il est également exposé à un risque particulier : le risque de radon. Un site publié par le BRGM permet d'évaluer simplement et rapidement les risques d'un bien localisé soit par son adresse soit par le numéro de sa parcelle.

#### Risques naturels
Certaines parties du territoire communal sont susceptibles d’être affectées par le risque d’inondation par débordement de cours d'eau, notamment le Gardon, le Gardon de Sainte-Croix, le Galeizon et le Gardon de Saint-Germain. La commune a été reconnue en état de catastrophe naturelle au titre des dommages causés par les inondations et coulées de boue survenues en 1982, 1994, 1995, 2002, 2003, 2014, 2015 et 2020,.
Saint-Étienne-Vallée-Française est exposée au risque de feu de forêt. Un plan départemental de protection des forêts contre les incendies (PDPFCI) a été approuvé en décembre 2014 pour la période 2014-2023. Les mesures individuelles de prévention contre les incendies sont précisées par divers arrêtés préfectoraux et s’appliquent dans les zones exposées aux incendies de forêt et à moins de 200 mètres de celles-ci. L’arrêté du 23 mars 2018, complété par un arrêté de 2020, réglemente l'emploi du feu en interdisant notamment d’apporter du feu, de fumer et de jeter des mégots de cigarette dans les espaces sensibles et sur les voies qui les traversent sous peine de sanctions. L'arrêté du 23 août 2021, abrogeant un arrêté de 2002, rend le débroussaillement obligatoire, incombant au propriétaire ou ayant droit,,.

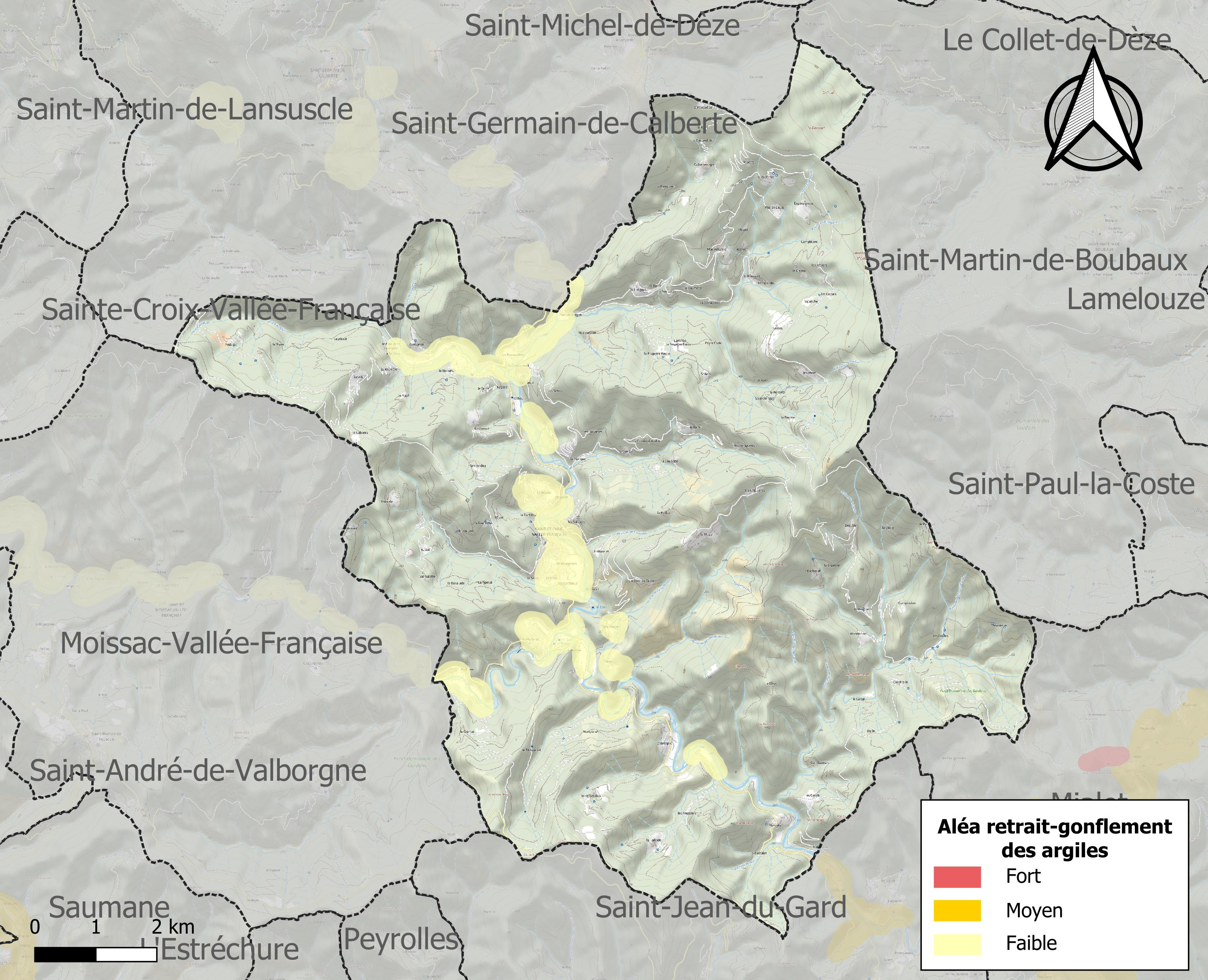
Carte des zones d'aléa retrait-gonflement des sols argileux de Saint-Étienne-Vallée-Française.

Les mouvements de terrains susceptibles de se produire sur la commune sont des éboulements, chutes de pierres et de blocs et des glissements de terrain.
Le retrait-gonflement des sols argileux est susceptible d'engendrer des dommages importants aux bâtiments en cas d’alternance de périodes de sécheresse et de pluie. Aucune partie du territoire de la commune n'est en aléa moyen ou fort (15,8 % au niveau départemental et 48,5 % au niveau national). Sur les 421 bâtiments dénombrés sur la commune en 2019,  aucun n'est en aléa moyen ou fort, à comparer aux 14 % au niveau départemental et 54 % au niveau national. Une cartographie de l'exposition du territoire national au retrait gonflement des sols argileux est disponible sur le site du BRGM,.
Par ailleurs, afin de mieux appréhender le risque d’affaissement de terrain, l'inventaire national des cavités souterraines permet de localiser celles situées sur la commune.

#### Risque particulier
Dans plusieurs parties du territoire national, le radon, accumulé dans certains logements ou autres locaux, peut constituer une source significative d’exposition de la population aux rayonnements ionisants. Certaines communes du département sont concernées par le risque radon à un niveau plus ou moins élevé. Selon la classification de 2018, la commune de Saint-Étienne-Vallée-Française est classée en zone 3, à savoir zone à potentiel radon significatif.

## Toponymie

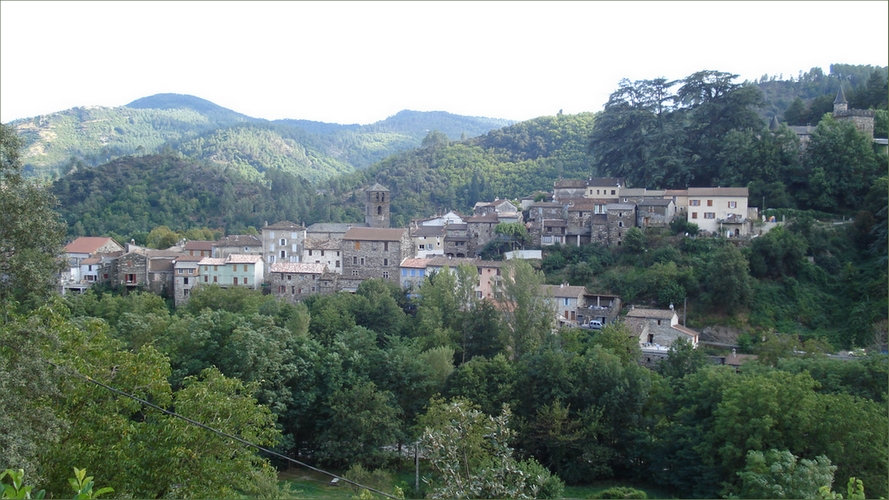
Le village vu depuis la rive gauche du Gardon.

### La Vallée Française
Les deux principales hypothèses sur l'origine du nom de la vallée sont qu'elle était une enclave franque en territoire wisigoth ou aurait été appelée ainsi à l'issue de la légendaire bataille de la Boissonnade. Vallis Franscisca et Val franciscus signifiant vraisemblablement vallée franque ou francesque.
L'hypothèse de vallée « franche », exemptée d'impôts, est peu probable.

### Roqueservières
C'est l'appellation la plus ancienne du village et également le nom d'une des principales familles nobles. Roque signifierait « château sur un rocher » et servières viendrait du latin silva, la forêt. L'autre appellation du Castellas est le « Castel de Roqueservières ». Entre le IXe et Xe siècles, les moines bénédictins placèrent la localité sous le patronage de saint Étienne d'où la modification du nom. Dans les documents, on retrouve les trois noms plus ou moins mêlés avec Roqueservières-de-Valfrancesque, Saint-Étienne-de-Roqueservières et Saint-Étienne-de-Valfrancesque dernière appellation qui l'emporta.
Pendant la Révolution, la commune porte les noms de Vallée-Libre et de Val-Libre. Avec l'Empire[Lequel ?], on revint aux noms précédents mais « Valfrancesque » fut transformé en « Vallée Française ».

### La légende de la Vieille Morte
Il s'agit d'une célèbre légende du cœur des Cévennes que forment la Vallée Borgne, la Vallée Française et la Vallée Longue, à laquelle sont liés plusieurs lieux,,.
En des temps immémoriaux, une fée résidait au sommet du Mont Mars et n'était pas d'humeur commode, ce qui n'en faisait pas une « bonne fée ». Malgré son âge avancé, une veuve des environs de Saint-Germain-de-Calberte avait fauté et donné naissance à un enfant. Pour la punir, la fée la condamna à arracher une énorme pierre des flancs du Mont des Laupies (grosses pierres plates en occitan) et la chassa du pays avec l'enfant, son chien, son âne et surtout sa pierre.
Ainsi chargée elle s'en alla, mais l'enfant, trop fragile pour supporter le voyage, mourut au col depuis appelé Plan-de-Fontmort (le plan de l'enfant mort). Le chien tomba dans un trou au lieu-dit Cros del chi (la tombe du chien).
La pluie tomba violemment comme parfois lors d'un orage cévenol. Elle s'abrita un moment sous une avancée de la roche au lieu-dit Escota se plou (écoute s'il pleut). Devant continuer, elle s'engagea dans la vallée d'un affluent du Gardon de Saint-Germain. Arrivée en bas du village, il lui fallut franchir la rivière (en portant son énorme pierre) en crue à cause de l'orage ; l'âne trébucha et se noya d'où le nom de Négase (noie âne) donné au gué.
Épuisée, elle s'assoupit sur une crête nommée depuis Mortdesom (mort de sommeil), puis tenta de continuer. Poursuivie par la méchante fée, elle reprit péniblement son chemin, portant son fardeau de pierre. Elle commença l'ascension de la montagne mais avant d'arriver au sommet, éreintée, ne parvenant plus à porter son fardeau, elle abandonna ce qui devint « la Pierre de la Vieille ». Terrorisée (l'orage continuait et la fée se rapprochait) et accablée du chagrin d'avoir perdu son enfant, elle se mit à pleurer créant le valat de las Gotas (le ruisseau des gouttes). Malgré tout, elle parvint au sommet de la montagne mais la fée l'y rattrapa et la tua pour avoir perdu la pierre. En souvenir de la malheureuse, la montagne est appelée la « Vieille Morte ».

### Les lieux-dits
Les suffixes « ac » sont souvent attribués à une origine gallo-romaine comme témoins de localisation et d'appropriation. Andajac et les Avelacs en relèveraient. Le Martinet tire son nom de la forge qu'il abritait, Auriol de son ruisseau aurifère.

## Histoire

### Préhistoire

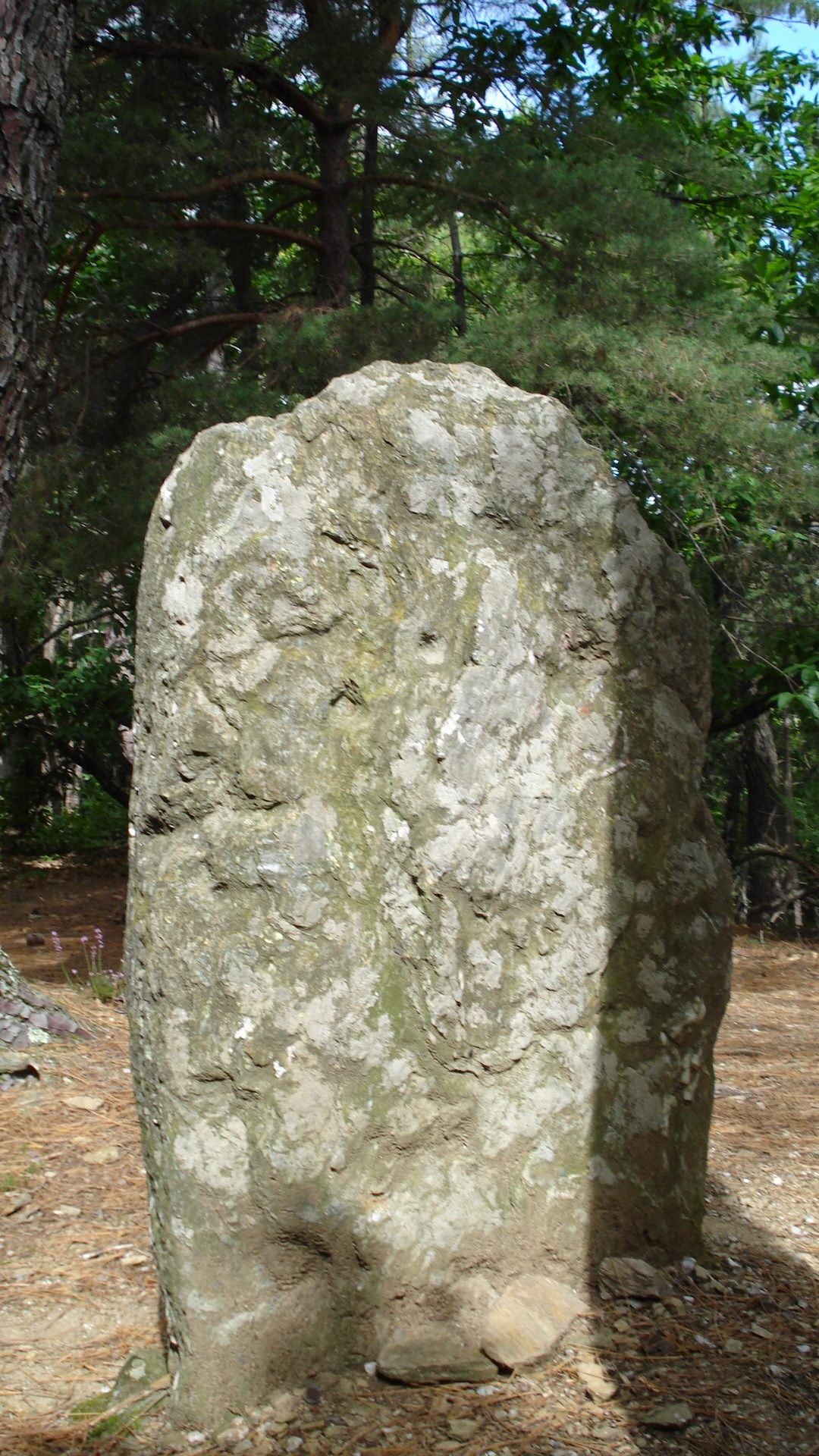
La Pierre de la Vieille.

Les premières traces humaines dans la vallée remontent au IIIe millénaire av. J.-C. : des pasteurs nomades de la civilisation des mégalithes passaient sur les crêtes et sont à l'origine de la draille de la Vieille Morte et ont laissé des menhirs telle la Pierre de la Vieille, des dolmens tels la tombe du juge et des roches à cupules, des tombes à coffre, des cumulus. Ces vestiges sont, dans l'imaginaire cévenol, liées à la légende de la vieille morte.
Un village de mineurs extrayant le fer a existé sur la commune au Ve siècle av. J.-C.

### Antiquité
Le bourg date probablement de l'époque gauloise À l'époque, la localité se trouvait à la limite des territoires des Gabales au nord et des Volques Arécomiques au sud. Il n'y a pas de preuve d'occupation romaine. Pourtant, sur le mont Saint-Clément à Saint-Germain-de-Calberte, se trouvait une villa gallo-romaine. Les lieux-dits se terminant en « ac » semblent indiquer une occupation dès cette époque.

### Moyen Âge

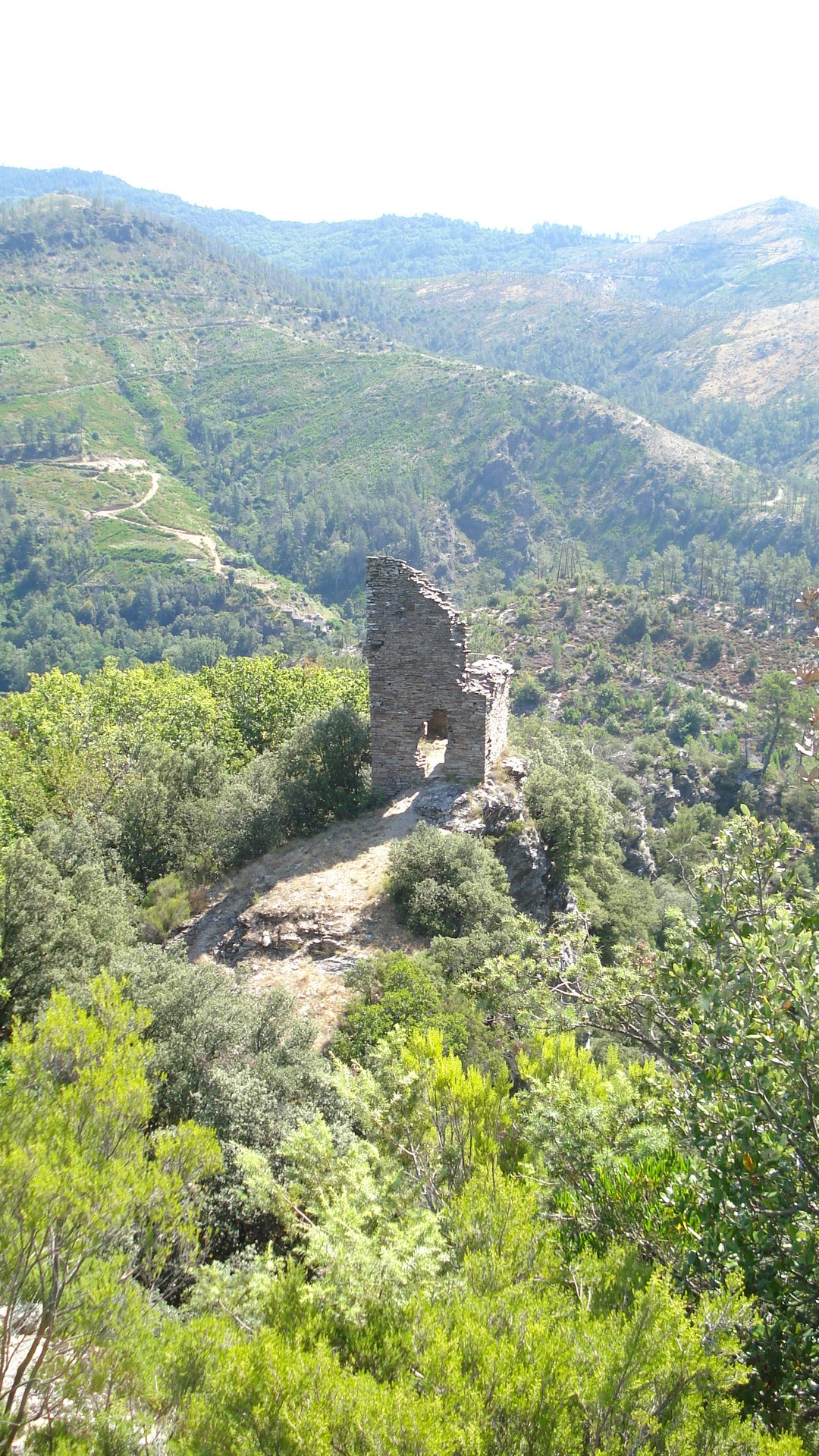
La tour du Castélas.

Au VIe siècle, le village et la vallée auraient été dans une enclave franque entourée de terres wisigothes. Une autre version de la légende relate une bataille qui aurait opposé en 737, ou en 778, Francs et Sarrasins à la Boissonnade, sur la commune de Moissac-Vallée-Française. Elle y lie la construction de l'église de Notre-Dame de Valfrancesque, bâtiment des VIIIe et IXe siècles ce qui en fait le plus ancien des Cévennes et du Gévaudan.
Devenue étape de transhumance des troupeaux des moines de l'abbaye de Sauve, la localité abritait un prieuré bénédictin. Au début du XIe siècle les seigneurs d'Anduze y construisirent un premier château fort, le Castélas, au confluent des gardons de Sainte-Croix et de Saint-Étienne. Les seigneurs d'Anduze étaient barons de Florac, baronnie à laquelle appartenait Saint-Étienne.
Vers 1229, après la croisade des Albigeois, leurs biens et donc le village furent confisqués par le roi de France. Dès 1228, un bayle royal siégea à Saint-Étienne mais les représentants du roi et l'évêque de Mende se sont longtemps disputé la prédominance sur ces terres. En 1265, un premier accord a donné Saint-Étienne-Vallée-Française au roi. Après 36 ans de procès avec les évêques de Mende, l'acte de paréage de 1307 lui attribua définitivement le village. La paroisse était autorisée à envoyer son consul aux États particuliers du Gévaudan. Sous l'influence des moines bénédictins, la culture du châtaignier puis du mûrier pour les vers à soie se développèrent au point de devenir les éléments centraux de son économie.
Comme les Cévennes, le village a beaucoup souffert des crises du XIVe siècle (guerre de Cent Ans, peste noire…). Les friches ont gagné du terrain conduisant à une augmentation de la faune sauvage. C'est pourtant à cette époque, en 1366, qu'a débuté la construction du deuxième et principal château de Saint-Étienne au-dessus du bourg. La partie la plus ancienne de l'église paroissiale daterait d'alors. Si la date d'abandon du Castélas est inconnue, en 1476 il était encore debout mais en 1629 lors du passage des troupes du duc de Rohan, il était déjà en ruine.
Aux siècles suivants, avec l'augmentation de la population, pour gagner des surfaces cultivables, la culture en bancel s'est étendue de plus en plus haut sur les collines et donnant aux montagnes cévenoles leur aspect particulier.

« Avec leurs mains, dessus leur tête, ils avaient monté des murettes jusqu'au sommet de la colline… »

— Jean Ferrat, La Montagne

### XVIe,XVIIeetXVIIIesiècles

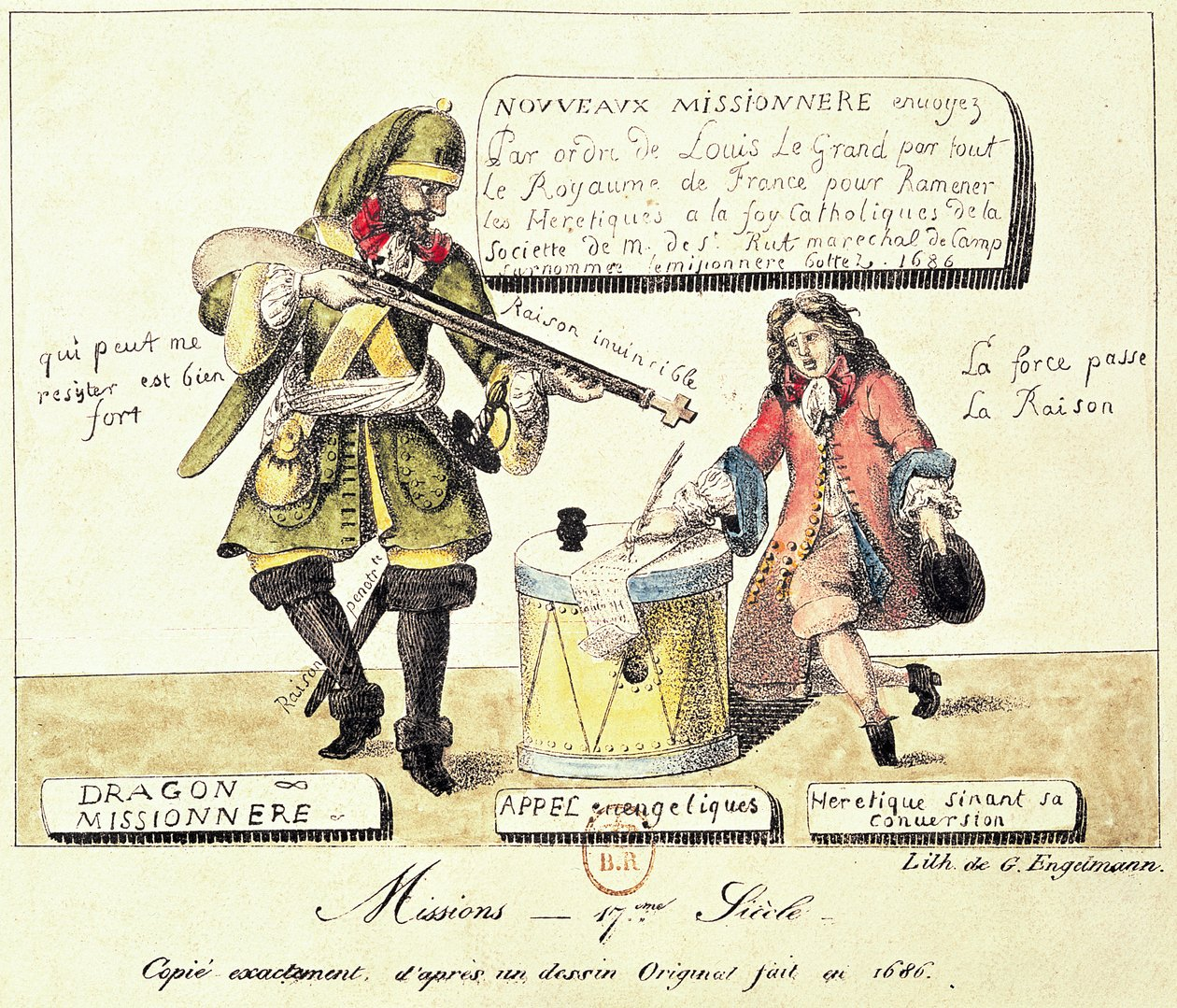
Le « dragon missionnaire » : Qui peut me résister est bien fort.

Comme les Cévennes, Saint-Étienne a accueilli favorablement la Réforme et une majeure partie de la population s'est convertie tout en restant fidèle au roi. En 1629, les troupes huguenotes du duc de Rohan, en lutte contre Richelieu, tentèrent en vain d'abattre le clocher de l'église.
Sous le règne de Louis XIV, en 1685, comme toutes les localités protestantes, Saint-Étienne a été victime de dragonnades. Les membres de la religion réformée ont été contraints d'héberger à leur frais des soldats, les dragons, qui avaient carte blanche, sauf tuer, pour les « convertir ». Sous la pression des exactions, qui aujourd'hui seraient qualifiées de crimes de guerre voire de crimes contre l'humanité, ils se convertirent en masse et devinrent des « NC » (pour « Nouveaux Convertis »). Des réfractaires s'enfuirent rejoignant l'émigration huguenote vers la Suisse, l'Allemagne, les Pays-Bas, l'Afrique du Sud...
La répression sur les protestants s'accentua avec la révocation de l'édit de Nantes le 18 octobre 1685. Plusieurs protestants de la commune furent pendus, torturés ou envoyés aux galères.
Pendant la Révolte des Camisards (1702-1704), même s'il hébergea des troupes royales, le village, au cœur de la zone rebelle, n'échappa pas aux troubles : assemblées secrètes au « Désert », « levées d'impôt » des camisards, représailles, meurtres, incendies.. Lors du « bruslêment des Cévennes », où l'armée royale pratiqua la politique de la terre brûlée pour empêcher tout soutien matériel de la population à la guérilla, le bourg devint un des centres de regroupement de la population évitant sa destruction mais pas celle des maisons des NC dans les hameaux. Plus de deux mille personnes venant des villages et hameaux rasés s'y entassèrent pendant des mois.
L'hiver très rigoureux de 1709 provoqua le gel de nombreux châtaigniers, principale ressource en nourriture et donc une famine suivit. Ceci favorisa la plantation massive de mûriers pour les vers à soie. L'économie locale quitta alors le stade de l'autosubsistance pour intégrer l'économie de marché.

### La Révolution et leXIXesiècle

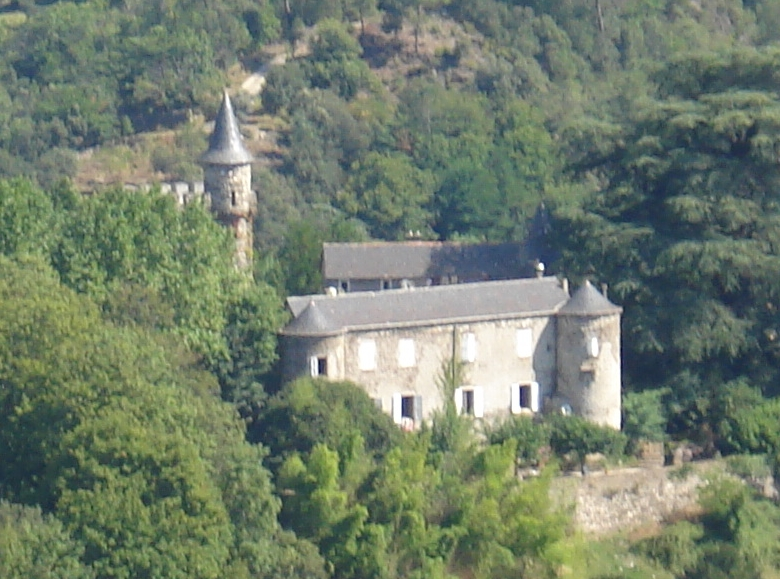
Le château de Cambiaire.

Le village échappa aux troubles de la Révolution. Cependant, en 1792, les nobles locaux furent contraints, manu militari par leurs vassaux, de rendre les titres féodaux et de rembourser les redevances qu'ils avaient continué à percevoir. Renouant avec la tradition de résistance à l'oppression religieuse, des Stéphanois, y compris des protestants, cachèrent un prêtre réfractaire
Un certain nombre d'habitants de la commune prirent part aux guerres napoléoniennes. L'un d'eux, Louis Valmalette du Coustel, en est revenu colonel.
L'incendie du palais épiscopal de Mende en 1887, qui regroupait les archives départementales de la Lozère, fait qu'il n'y a guère de traces de conséquences des soubresauts politiques du XIXe siècle. Cependant des républicains stéphanois ayant manifesté contre le coup d'État du 2 décembre 1851 par Louis-Napoléon Bonaparte furent arrêtés et condamnés à la déportation en Algérie ou en Nouvelle-Calédonie.
Le hameau des Frégyères, en 1851 puis en 1854, a été le théâtre de deux crimes. Par deux fois une famille entière y fut massacrée à la hache. Pendant les trois ans entre les meurtres, l'atmosphère devint pesante dans la commune. L'assassin, dénoncé par la seule rescapée, fut guillotiné le 23 mai 1855 au Pont de Burgen en présence d'une foule considérable.
Au milieu du XIXe siècle, appelé « l'âge d'or des Cévennes », la commune connut son maximum démographique (1 986 habitants en 1851). Le développement de l'industrie de la soie apporta de la prospérité et deux filatures fonctionnaient. Mais les maladies des vers à soie (la flacherie et la pébrine) puis la vigne (phylloxéra) et la dureté des conditions de vie contribuèrent à un fort exode rural dès les années 1870. À la fin du siècle, la construction de routes améliora les débouchés des productions traditionnelles mais favorisa le départ des jeunes, d'abord temporairement pour des travaux saisonniers dans la plaine, puis définitivement.

### LeXXesiècle

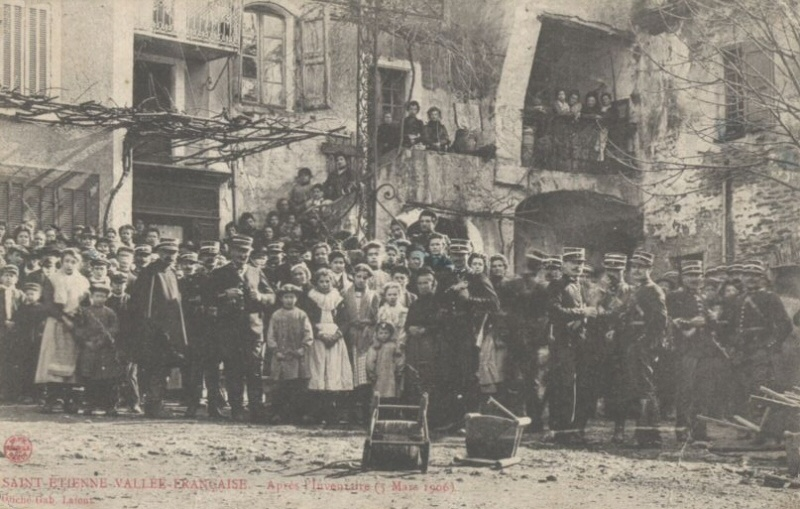
Manifestation lors de l'inventaire du 5 mars 1906.

Les fermetures des écoles catholiques avec la laïcisation de l'enseignement donnèrent lieu à plusieurs manifestations. Surtout, la séparation de l'Église et de l'État eut pour conséquence les évènements du 5 mars 1906. Refusant l'inventaire des biens de l'église, le curé et des jeunes catholiques s'y barricadèrent. Les gendarmes durent enfoncer la porte pendant que le reste de la population catholique, massée sur la place, chantait des cantiques au son du tocsin.
La Première Guerre mondiale marqua un tournant dans la vie du village en accentuant l'exode rural et en bouleversant l'équilibre économique. Pendant quatre ans, l'absence de la plupart des hommes valides accrut les difficultés économiques des familles. Soixante hommes, en pleine force de l'âge, soit un cinquième des mobilisés, périrent sans compter les blessés et les mutilés.
Pendant la Seconde Guerre mondiale, de nombreux persécutés se réfugièrent dans les Cévennes. Plusieurs maquis furent créés dans la Vallée Française (Serre, la Picharlerie).

#### Les combats de 1944
Au printemps 1944, les vallées cévenoles étaient un fief maquisard. Les maquis locaux, et notamment des antifascistes allemands menés par Otto Kühne, ont été alors renforcés par le peu discret maquis Bir-Hakeim.
Une alerte mal comprise, une négligence (mitraillette visible dans une voiture) et l'entêtement des « biraquins », conduisirent les maquisards à affronter, le 7 avril 1944, une patrouille de la Feldgendarmerie qui fut anéantie. Une quarantaine de combattants libéra la commune pendant vingt-quatre heures alors que le village se vidait. Le lendemain, une embuscade au pont de Négase opposa pendant 4 heures le maquis (dont le groupe Toussaint) à une troupe allemande venue de Mende. Cette résistance du maquis facilita sa dispersion en évitant son encerclement. Mais lorsque le village fut investi, ce furent les représailles (les corps des Feldgendarmes étant restés à l'entrée du village, leurs uniformes dans le château). Les troupes allemandes de la 9e Panzerdivision SS Hohenstaufen aidées d'une compagnie de GMR incendièrent le château. Alors que les habitants s'étaient réfugiés dans les bois, les caves, des magasins et des maisons furent pillés. Ces actions déclenchèrent une vaste réaction de l'occupant. Les 12 et 13 avril 1944, près de 2 000 hommes des forces nazies et vichystes attaquèrent les maquis de la Vallée Française. Ils installèrent leur PC à la mairie. Les combats durèrent toute la journée du 12. Avant de se retirer le 13 avril, les soldats achevèrent le pillage du village qui échappa de peu à l'incendie général.

#### Époque contemporaine
Avec la proximité des maquis, de nombreux jeunes Stéphanois s'y engagèrent. Quatre Stéphanois ont été tués pendant la Seconde Guerre mondiale dont au moins un résistant,.
Par la suite le château fut restauré quasiment à l'identique par ses nouveaux propriétaires.
Dans les années cinquante et soixante l'exode rural s'accentua, la population passant sous la barre des 500 habitants.
En 1956, la dernière filature de soie ferma. Ce fut la fin de siècles d'activités textiles sur la commune.
À la fin des années 1980, un projet de barrage sur le Gardon au lieu-dit la Borie en limite avec Saint-Jean-du-Gard (le barrage dans le Gard, le lac en Lozère) faillit bouleverser la Vallée Française. La forte opposition locale et les contradictions du projet (irriguer la plaine du Gard, lutter contre les crues et favoriser le tourisme) firent échouer ce projet. En 2002 il était abandonné. À sa place a vu le jour un écosite.
En août 2003, pendant la canicule, un incendie a détruit 1 200 hectares de forêt sur la commune. Plus de 500 pompiers de toute la France et de l'étranger l'ont combattu.

## Politique et administration

### Tendances politiques et résultats
De culture protestante, les Cévennes ont été favorables à la Révolution qui accordait la liberté de culte, l'égalité civile, et hostiles à la monarchie assimilée à l'oppression royale et catholique des XVIIe et XVIIIe siècles. C'est une région de tradition républicaine qui s'est opposée au coup d'État de Louis-Napoléon Bonaparte et a accueilli proscrits et maquis de résistants pendant la Seconde Guerre mondiale.
C'est donc une terre fortement ancrée à gauche, tendance confortée par les liens familiaux avec la population ouvrière partie travailler dans les mines et les industries d'Alès et par l'arrivée depuis les années 1970 de néo-ruraux « soixante-huitards ». Elle s'oppose à la Lozère du nord, catholique et traditionnellement plus conservatrice. Le combat contre le barrage de la Borie a également un temps favorisé un vote écologiste.
L'analyse du résultat de l'élection présidentielle de 2007 laisse apparaître une forte inclinaison à gauche : totalisant 64,5 % des suffrages, la candidate du PS Ségolène Royal obtient ainsi des résultats sensiblement supérieurs à la moyenne départementale (44,25 %), régionale (45,90 %), ou nationale (46,94 %).
Avec 31,56 % au premier tour des élections le 22 avril 2007, loin devant ses adversaires de l'UMP Nicolas Sarkozy (17,40 %) et du MoDem François Bayrou (13,86 %) et de la LCR Olivier Besancenot 8,55 %, elle a obtenu au second tour 64,50 %, soit 218 voix sur 345 votants, Nicolas Sarkozy ayant 120 voix et 7 bulletins étaient blancs ou nuls.
Résultats du second tour des élections présidentielles de 2007 et 2002 :
- élection présidentielle de 2007 : 35,50 % pour Nicolas Sarkozy (UMP), 64,50 % pour Ségolène Royal (PS). Participation : 84,98 %[52].
- élection présidentielle de 2002 : 92,47 % pour Jacques Chirac (RPR), 7,53 % pour Jean-Marie Le Pen (FN). Participation : 91,54 %[53].

Résultats des élections législatives de 2007 et 2002 :
- élections législatives de 2007 : 61,42 % pour Jean-Claude Chazal (PS), 38,58 % pour Francis Saint-Léger (UMP). Participation : 67,73 %[54]
- élections législatives de 2002 : 58,21 % pour Jean-Claude Chazal (PS), 41,79 % pour Francis Saint-Léger (UMP). Participation : 69,65 %[55]

Résultats des élections régionales de 2010
- élections régionales de 2010 : 68,98 % pour Georges Frêche (DVG), 36,94 % pour Raymond Couderc UMP, 4,08 % pour France Jamet FN. Participation : 64,62 %[56]

### Municipalité
Début 2009, la mairie a quitté ses locaux exigus du vieux village pour le Mas des Prats à l'extrémité de l'avenue des Tilleuls, restauré après être resté en ruine pendant des années.
Aux élections municipales 2008 deux listes se sont présentées : celle « Ensemble pour St Étienne » de la majorité sortante, menée par Gérard Crouzat, et celle « Tous et toutes pour Saint Étienne » de Michel Salles. À l'issue d'un scrutin serré (6 voix d'écart pour le dernier siège) avec une forte participation (88 % de votants), la liste de M. Crouzat a obtenu six sièges et celle de M. Salles cinq,.

### Canton
Saint-Étienne-Vallée-Française est une des 11 communes du canton de Saint-Germain-de-Calberte. Elle est la deuxième commune en termes de population.
Le conseiller général du canton, réélu en 2011, est Robert Aigoin (PCF), maire de Saint-Julien-des-Points jusqu'en 2008.

### Intercommunalité

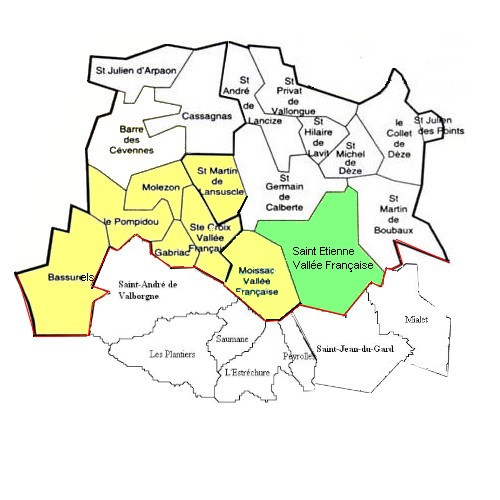
La commune de Saint-Étienne dans sa communauté de communes.

Les différentes municipalités ont longtemps hésité à adhérer à une communauté de communes et à choisir entre les intercommunalités voisines : les Hauts Gardons, créée en 2002 ou la de la Vallée Longue et du Calbertois en Cévennes créée en 2001. Le conseil municipal a décidé le 28 octobre 2008 d'adhérer à la communauté de communes de la Cévenne des Hauts Gardons qui regroupe huit des dix communes du SIVOM des Hauts-Gardons auquel Saint-Étienne Vallée-Française adhérait déjà. De ce fait, elle intégrait le Pays Pays Gorges Causses Cévennes qui rassemble des intercommunalités du Sud de la Lozère.

### Fiscalité
| Taxe                                                | Taux appliqué (part communale) | Recettes dégagées en 2008 et en € |
| --------------------------------------------------- | ------------------------------ | --------------------------------- |
| Taxe d'habitation (TH)                              | 6,35 %                         | 32 000                            |
| Taxe foncière sur les propriétés bâties (TFPB)      | 15,47 %                        | 59 000                            |
| Taxe foncière sur les propriétés non bâties (TFPNB) | 300,00 %                       | 21 000                            |
| Taxe professionnelle (TP)                           | 16,95 %                        | 20 000                            |

Le taux de la taxe d'habitation n'a pas varié entre 2001 et 2008. Si le taux de la taxe foncière sur les propriétés non bâties peut sembler important, il est à mettre en relation avec la très faible valeur locative des terrains non bâtis en Lozère qui en constitue l'assiette.
Sauf pour le foncier non bâti, l'imposition par habitant en 2008 s'avérait inférieure à celle des communes de la strate de Saint-Étienne-Vallée-Française (communes de 500 à 2 000 habitants). Cela peut s'expliquer par le fait qu'avec 516 habitants, la commune est vraiment dans le bas de la strate.

### Budget de la commune
En 2008, le budget de la commune s'élevait à 1 402 000 € et son endettement à 441 000 €.
Les variations du montant du budget communal proviennent de celles des investissements car la partie fonctionnement du budget est plutôt stable. Si les recettes de fonctionnement par habitant sont légèrement inférieures à la moyenne des communes de sa catégorie, les charges de fonctionnement le sont d'un tiers. Cela permet de dégager une capacité d'autofinancement par habitant double de celle des communes similaires. Ceci explique un endettement de 840 € par habitant en 2008 légèrement inférieur à la moyenne (871 €/hab) malgré un montant d'investissement en équipement (1 187 €/hab) presque toujours double de celui des communes de cette strate.
| Évolution de l'endettement (en milliers d’€) : | Évolution des dépenses d’équipement (en milliers d’€): |

## Population et société

### Démographie
Les habitants sont appelés les Stéphanois.

#### Évolution démographique
Touchée par l'exode rural, Saint-Étienne-Vallée-Française a vu sa population chuter pendant 150 ans pour atteindre 433 habitants en 1982 soit le quart de la première moitié du XIXe siècle. Depuis trente ans la population augmente légèrement.
L'évolution du nombre d'habitants est connue à travers les recensements de la population effectués dans la commune depuis 1793. Pour les communes de moins de 10 000 habitants, une enquête de recensement portant sur toute la population est réalisée tous les cinq ans, les populations de référence des années intermédiaires étant quant à elles estimées par interpolation ou extrapolation. Pour la commune, le premier recensement exhaustif entrant dans le cadre du nouveau dispositif a été réalisé en 2005.

En 2022, la commune comptait 494 habitants, en évolution de −3,52 % par rapport à 2016 (Lozère : +0,11 %, France hors Mayotte : +2,11 %).
| 1793  | 1800  | 1806  | 1821  | 1831  | 1836  | 1841  | 1846  | 1851  |
| ----- | ----- | ----- | ----- | ----- | ----- | ----- | ----- | ----- |
| 1 475 | 1 810 | 1 978 | 1 911 | 1 901 | 1 932 | 1 900 | 1 860 | 1 986 |

| 1856  | 1861  | 1866  | 1872  | 1876  | 1881  | 1886  | 1891  | 1896  |
| ----- | ----- | ----- | ----- | ----- | ----- | ----- | ----- | ----- |
| 1 803 | 1 561 | 1 556 | 1 537 | 1 559 | 1 453 | 1 481 | 1 399 | 1 333 |

| 1901  | 1906  | 1911  | 1921  | 1926 | 1931  | 1936 | 1946 | 1954 |
| ----- | ----- | ----- | ----- | ---- | ----- | ---- | ---- | ---- |
| 1 179 | 1 211 | 1 147 | 1 001 | 895  | 1 052 | 808  | 714  | 591  |

| 1962 | 1968 | 1975 | 1982 | 1990 | 1999 | 2005 | 2006 | 2010 |
| ---- | ---- | ---- | ---- | ---- | ---- | ---- | ---- | ---- |
| 539  | 476  | 485  | 433  | 456  | 487  | 515  | 516  | 534  |

| 2015 | 2020 | 2022 | - | - | - | - | - | - |
| ---- | ---- | ---- | - | - | - | - | - | - |
| 515  | 502  | 494  | - | - | - | - | - | - |

#### Pyramide des âges
La population de la commune est relativement âgée.
En 2018, le taux de personnes d'un âge inférieur à 30 ans s'élève à 21,9 %, soit en dessous de la moyenne départementale (29,7 %). À l'inverse, le taux de personnes d'âge supérieur à 60 ans est de 43,2 % la même année, alors qu'il est de 32,5 % au niveau départemental.
En 2018, la commune comptait 263 hommes pour 244 femmes, soit un taux de 51,87 % d'hommes, légèrement supérieur au taux départemental (49,96 %).
Les pyramides des âges de la commune et du département s'établissent comme suit.
| Hommes | Classe d’âge | Femmes |
| ------ | ------------ | ------ |
| 0,4    | 90 ou +      | 1,7    |
| 12,7   | 75-89 ans    | 14,5   |
| 33,1   | 60-74 ans    | 24,0   |
| 20,0   | 45-59 ans    | 21,9   |
| 13,1   | 30-44 ans    | 14,9   |
| 8,1    | 15-29 ans    | 6,2    |
| 12,7   | 0-14 ans     | 16,9   |

| Hommes | Classe d’âge | Femmes |
| ------ | ------------ | ------ |
| 1      | 90 ou +      | 2,8    |
| 9,1    | 75-89 ans    | 11,8   |
| 21,6   | 60-74 ans    | 21,1   |
| 21,5   | 45-59 ans    | 20,2   |
| 16,3   | 30-44 ans    | 15,9   |
| 15,5   | 15-29 ans    | 13,6   |
| 15     | 0-14 ans     | 14,6   |

### Manifestations et évènements
En été, généralement début août, a lieu la fête du village.

### Écologie et recyclage
Commune du parc national des Cévennes (seul parc national français habité par l'homme de façon permanente) son territoire est aussi classé en zone Natura 2000 comme site d'importance communautaire (SIC). Cette double protection vise tant à protéger ses habitats naturels (faune, flore et rivière) que son habitat traditionnel et sa culture (architecture, coutumes, etc.).
Dans le cadre du SIVOM des Hauts-Gardons, des points d'apport volontaire des déchets pour le tri sélectif sont disposés à différents endroits de la commune. De même, il y a une déchèterie intercommunale à Sainte-Croix-Vallée-Française. Du fait de la présence depuis trente ans de néo-ruraux très sensibles à cette thématique, les collectivités territoriales locales se sont depuis longtemps penchées sur ces problèmes.
À l'endroit où devait s'élever un barrage, à la ferme de la Borie, il existe un écosite dont les missions sont la protection de l'environnement et du patrimoine local, la recherche scientifique sur l'environnement, l'application et la diffusion des techniques qui y sont liées.

### Équipements et services
Une salle polyvalente à proximité de la nouvelle mairie sert pour les réunions, des fêtes, le cinéma, etc. Il y a un bureau de poste, assureurs et banquiers effectuent des permanences régulières.

### Enseignement
Saint-Étienne-Vallée-Française dépend de l'académie de Montpellier.
À la rentrée 2009, l'école primaire comportait trois classes : maternelle - cycle 1 (petite section et moyenne section), cycle 2 (grande section, CP et CE1) et cycle 3 (CE2, CM1 et CM2). Elle accueillait 32 élèves (37 prévus d'ici la fin de l'année 2009). Mais à la rentrée 2010, la troisième classe est officiellement fermée malgré la présence de 36 élèves. Une enseignante est responsable de la maternelle, l'autre de l'élémentaire. Cette fermeture suscite émoi et colère dans le village, les parents s'organisent et ouvrent pendant 4 mois une troisième classe "alternative" avec l'aide d'un instituteur retraité,. Avec 42 élèves à la rentrée 2011, l'école retrouve une troisième classe.
Pour le secondaire le village dispose d'un collège avec internat, le collège Achille-Rousson. À la rentrée 2008, il accueillait 97 élèves dont 24 internes, les externes provenant du village, de Sainte-Croix-Vallée-Française, Saint-Germain-de-Calberte, Moissac-Vallée-Française, Saint-Roman-de-Tousque et alentour.
Pour poursuivre leurs études en lycée, les jeunes Stéphanois se rendent principalement sur Alès ou sur Mende.
Un gymnase et un stade de football sont situés à proximité des établissements scolaires.
Depuis février 2012, pour les jeunes enfants, est ouverte, en alternance avec celle de Sainte-Croix-Vallée-Française, la crèche Tourni-Coton. Elle est gérée par la même association intercommunale que le centre de loisir Méli-mélo qui, lui, accueille les plus grands en dehors du temps scolaire.

### Logement

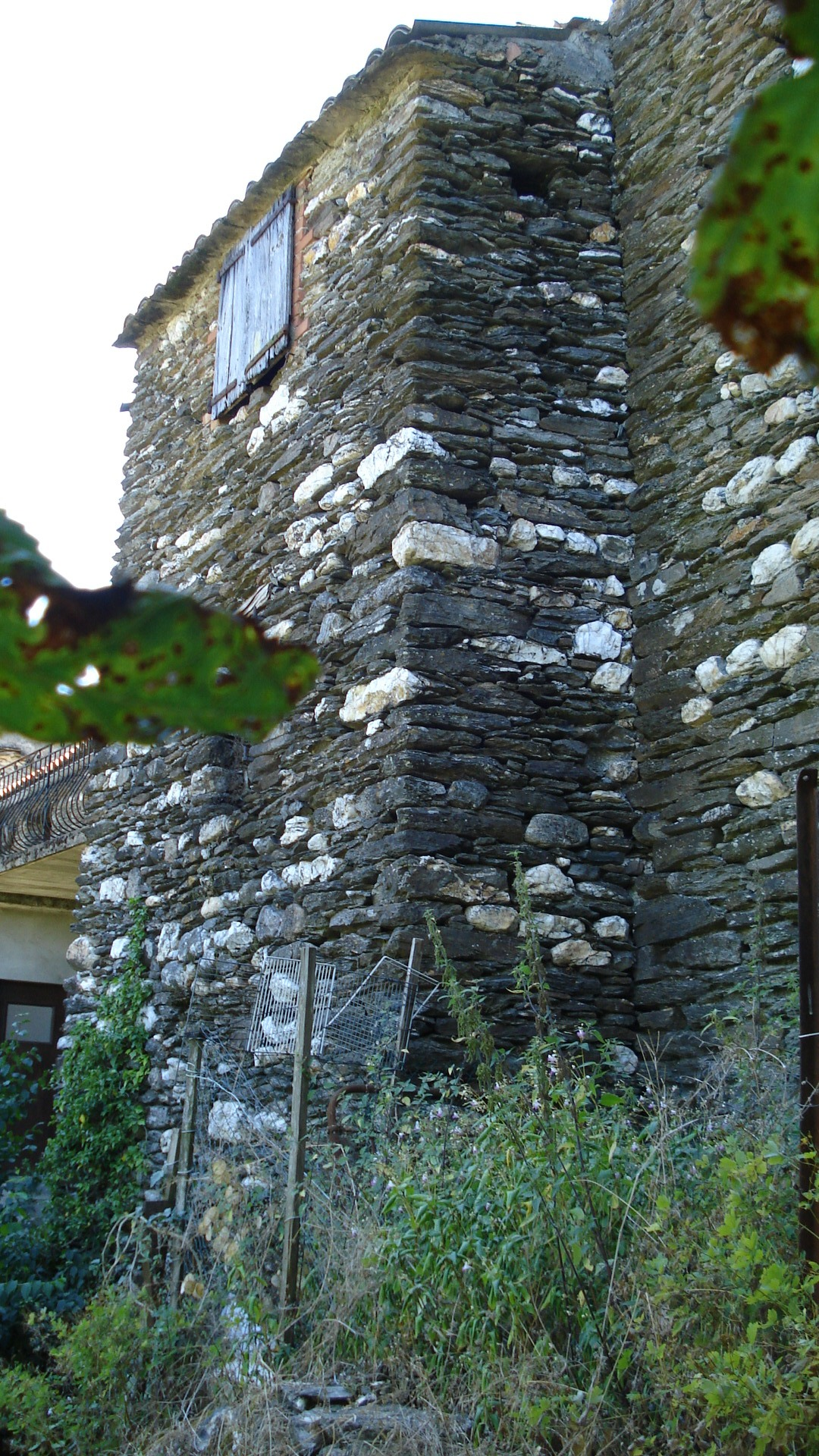
Maison en schiste et quartz.

Le bourg rassemble la moitié de la population, le reste vivant dans les hameaux ou l'habitat épars.
En 2005, les 549 logements étaient à 56 % des résidences secondaires. Les 232 résidences principales (+11 depuis 1999) étaient essentiellement des maisons (84,5 %) ; les appartements ne représentant que 13,4 % (5 % en 1999) et les autres types de logements 2,1 %. Il n'y avait que 11 logements vacants contre 24 en 1999. La majorité des habitants (68,5 %) était propriétaire et un quart locataire et 6,5 % logés à titre gratuit. Entre 1999 et 2005, 18 logements ont été construits ou rendus à nouveau habitables (+3,8 %). Si en 1999 les deux tiers des résidences principales dataient d'avant 1949, en 2005 elles n'en représentaient plus que la moitié et les logements neufs (moins de 6 ans) 9,1 %. Il existe dix logements sociaux et d'autres sont à venir avec le déménagement de la mairie.

### Santé
Un médecin généraliste, des infirmières et un kinésithérapeute résident sur la commune. Les autres services médicaux courants (pharmacie, dentiste, etc.) sont localisés à Saint-Jean-du-Gard. Les centres hospitaliers les plus proches sont ceux d'Alès et de Mende. La commune abrite un centre de secours des sapeurs-pompiers, le centre de secours Raymond-Monnier.
La création d'une antenne de la maison de retraite de Saint-Jean-du-Gard est à l'étude.

### Associations
Un foyer rural, le Ginestel, vient d'être créé pour fédérer et aider les associations locales. Près d'une vingtaine d'associations d'importances diverses sont domiciliées sur la commune.
Culture
- L'Arche Musicale a pour objet l'enseignement de la musique (cours d'instruments, chant choral). Elle fait partie de la Fédération des Écoles de Musique des Hauts Gardons de Lozère qui regroupe les écoles de musique de la communauté de communes.
- Sports et Culture en Vallée Française organise à destination de la jeunesse des cours de tennis et de théâtre qui aboutissent à un tournoi de tennis et à la présentation d'un spectacle.
- L'Atelier, Loisir, Culture, Traditions essaie de favoriser la convivialité notamment en pratiquant le patchwork.
- Castanéa.org veut promouvoir et préserver le patrimoine lié à la culture du châtaignier et organise la fête de la châtaigne à l'automne.
- La Cévenole est l'association de pêche locale tandis que la Vieille Morte est celle de la chasse.
- Résistance et Maquis en Cévennes tente de maintenir le souvenir de la résistance durant la Seconde Guerre mondiale dans la région.

Sports
En plus du club de tennis précité, il y a :
- le Football Club de la Vallée Française ;
- les Basselaïres qui pratiquent le jeu de fléchettes ;
- la Boule Stéphanoise pour jouer à la pétanque.

Enfin, il existe également plusieurs associations liées à l'agriculture, la solidarité, l'éducation, etc.

### Cultes
Si une certaine rivalité a longtemps opposé les communautés protestante et catholique du village, aujourd'hui, l'arrivée de nouvelles populations, œcuménisme et baisse de la pratique religieuse aidant, ce clivage est bien moins important. La distinction se fait désormais bien plus entre croyants et non-croyants.
Saint-Étienne-Vallée-Française appartient au diocèse catholique de Mende, lui-même rattaché à la province ecclésiastique de Montpellier depuis 2002. La paroisse de Saint-Étienne-Vallée-Française est rattachée à la communauté de paroisses de Florac qui regroupe huit paroisses du sud de la Lozère ainsi qu'au secteur pastoral de Florac.
Pour l'Église réformée, le temple de Saint-Étienne-Vallée-Française est l'un des lieux de culte de la paroisse Vallée française qui recouvre huit localités de la vallée et appartient au consistoire Montagne des Cévennes qui rassemble quatre paroisses cévenoles.

## Économie

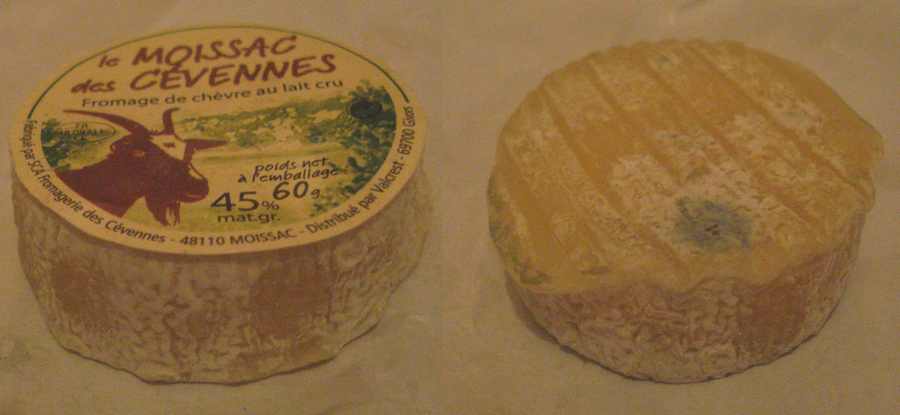
Pélardon de Moissac.

Le bassin de vie est celui de Saint-Jean-du-Gard.
Du passé agricole, il reste quelques agriculteurs, essentiellement des éleveurs caprins fournissant pour la plupart leur lait de chèvre à la coopérative laitière de Moissac-Vallée-Française qui produit des pélardons labellisés AOC, des petits producteurs en polyculture (chèvre, légumes, volailles) ou des apiculteurs, un centre équestre. Ainsi en 2000, il y avait 30 agriculteurs (et coexploitants) dont seulement 11 à plein temps. Ils utilisaient 302 ha de terres.

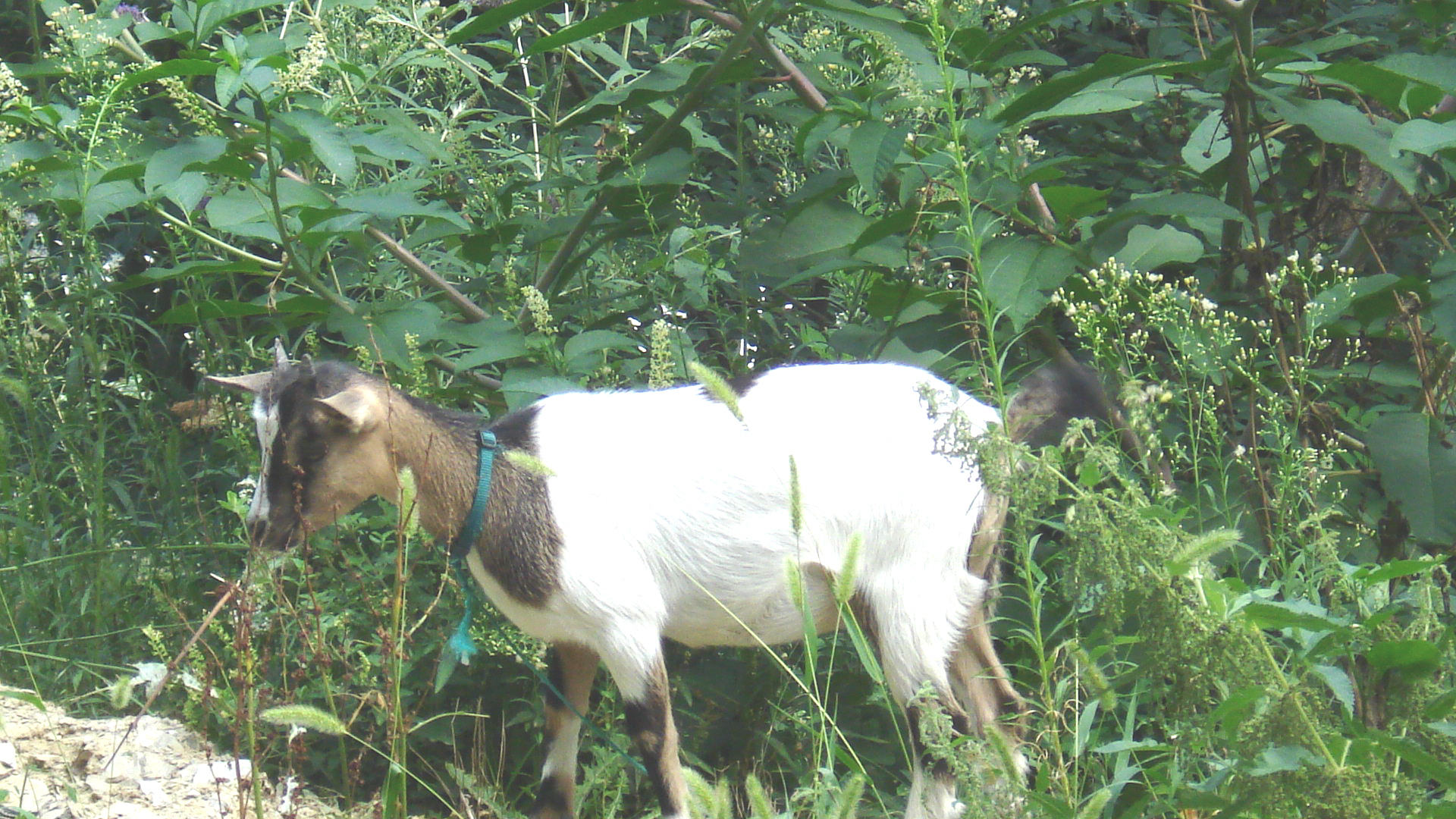
Chevreau cévenol.

Le tourisme est la principale activité avec l'été de nombreux vacanciers dans des résidences secondaires, au village de vacances et au camping, en gîtes, chambres d'hôte ou accueil à la ferme. Les randonneurs du GR 70 qui font le voyage de Stevenson, traversent le village lors de leur dernière étape.
Le collège avec les enfants de la vallée et des internes induit de l'activité à l'année ce qui permet le maintien de services (La Poste, médecin, infirmière, etc.), de commerces de bouche, de deux bars-restaurants et d'artisans du bâtiment : au 1er janvier 2007, on comptait 4 commerces, 15 entreprises de services, 10 en construction et 5 plus industrielles. Sur les 41 salariés locaux, 31 relèvent du secteur public (essentiellement le collège) et seulement 10 du secteur privé.
L'activité économique reste cependant faible : en 2005 la commune comptait 15,5 % de chômeurs et 31,8 % de retraités. Un tiers des 133 actifs travaille hors de la commune à Saint-Jean-du-Gard, voire à Alès, et seulement 45,5 % étaient salariés. En 2006, la moitié des ménages déclarait un revenu imposable supérieur à 11 739 € ce qui est moins que la moyenne nationale et départementale.

## Culture locale et patrimoine

### Lieux et monuments

#### Notre-Dame-de-Valfrancesque
L'église Notre-Dame-de-Valfrancesque, sur la commune voisine de Moissac-Vallée-Française, est la plus ancienne du diocèse encore debout. Elle est intimement liée à la Vallée-Française, et donc à Saint-Étienne. Elle est mentionnée dès 935, lorsque le pape Jean VI la donne à l'évêque de Nîmes. Cependant, elle n'est consacrée qu'en 1063. La tradition, elle, fait remonter sa construction à la bataille qui se serait déroulée à la Boissonnade entre les Francs et les Sarrazins au VIIIe siècle.
Elle a été construite en fraidonite, une sorte de granit. Elle mesure 23 m par 6 m, et est bâtie dans le style roman. En 1702 elle a été brûlée par les Camisards, et a été dévastée en 1793. À chaque fois elle a été restaurée. C'est aujourd'hui un temple protestant.

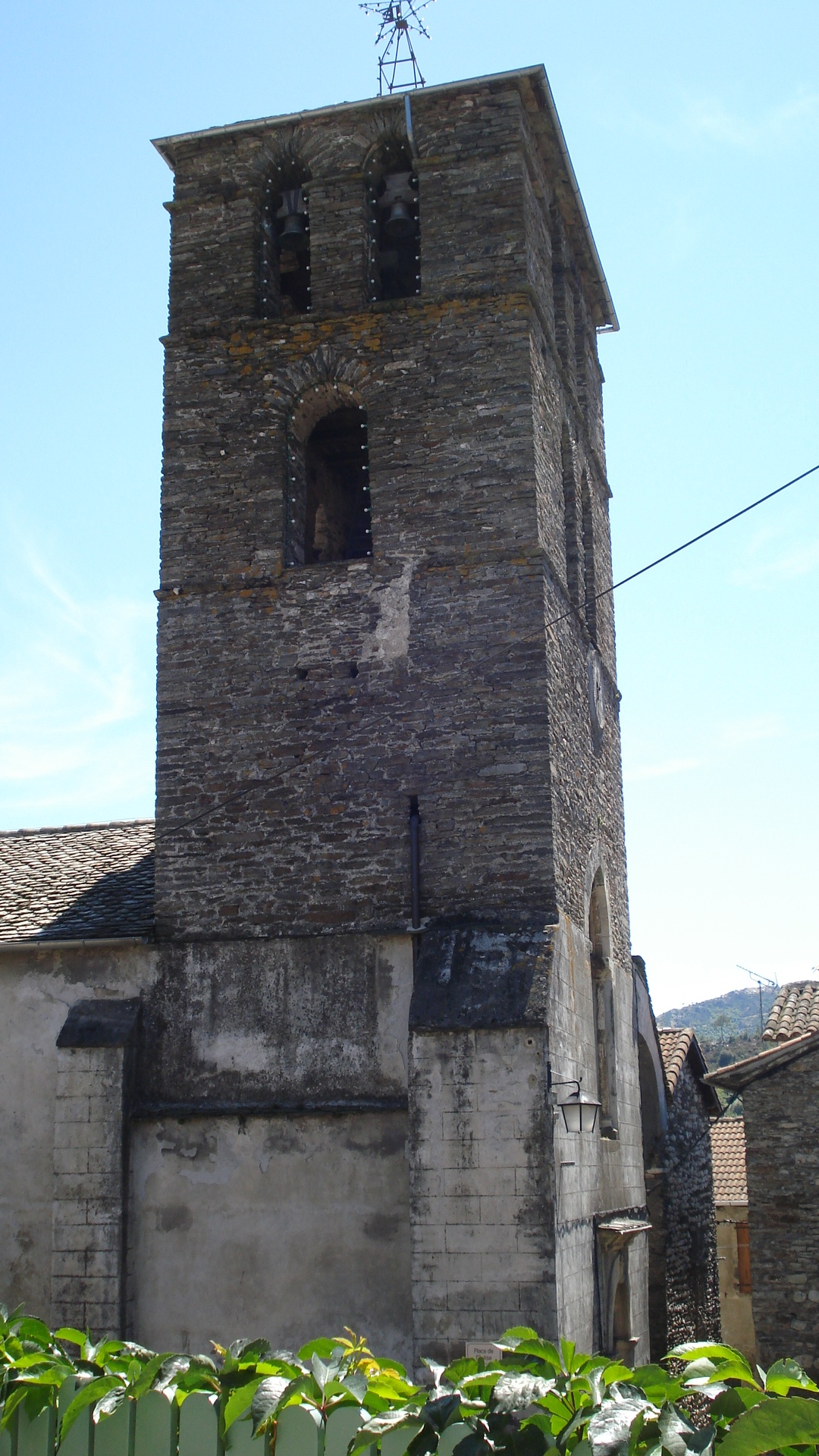
Église Saint-Étienne.

#### L'église Saint-Étienne de Saint-Étienne-Vallée-Française
L'église paroissiale de Saint-Étienne date du XIVe siècle. Elle était, à son origine, une dépendance du monastère de Sauve. Dévastée au XVIIe siècle, lors des guerres de Religion, elle était proche de la ruine. Elle a cependant été reconstruite depuis.

#### Le temple
Le temple protestant de Saint-Étienne-Vallée-Française est d'une période bien plus récente que l'église. En effet, il a été construit entre 1837 et 1849.

#### Châteaux et maisons fortes
La commune dispose de plusieurs lieux fortifiés. Le plus emblématique est le château de Cambiaire qui domine le bourg. Plus en altitude, se dresse, sur la crête entre le village et le confluent des Gardons, la tour de guet du Castélas. Cette tour qui date du XIe siècle est le reste principal d'un ancien château fort.

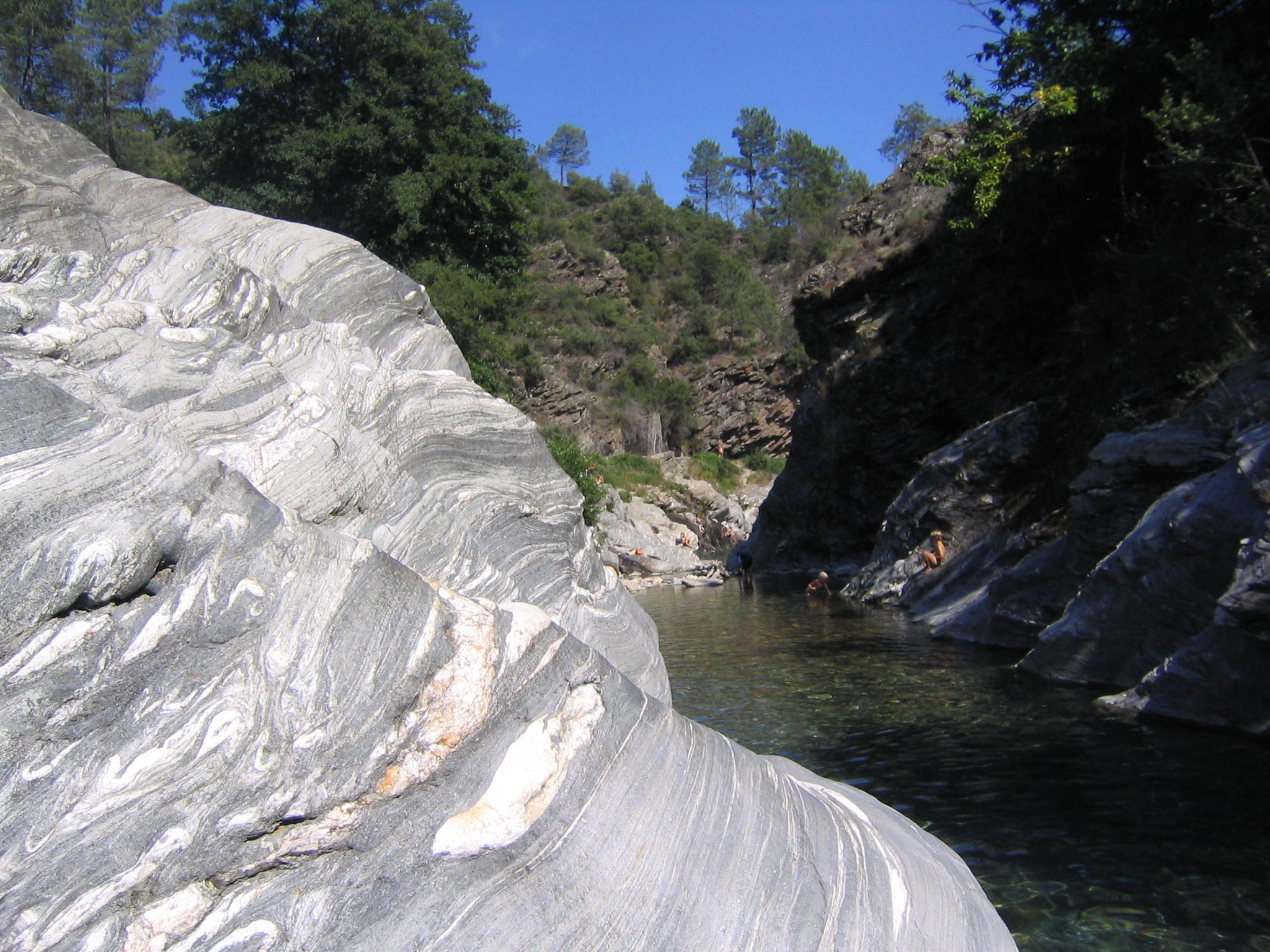
Le Gardon au Martinet.

Il existe, de plus, deux maisons-fortes ; celle de Marouls à la limite du Gard « surveille » toujours la vallée vers Saint-Jean-du-Gard, et celle de Cabiron au cœur même du village. Enfin, au bout de l'avenue des Tilleuls, près du ruisseau de Salvayre, se situe le manoir des Cambous.

#### Sites mégalithiques
La pierre de la Vieille, menhir, date du néolithique et marque l'avant-dernière étape de la légende de la Vieille Morte,,. D'autres menhirs et dolmens sont également visibles sur le territoire de la commune.

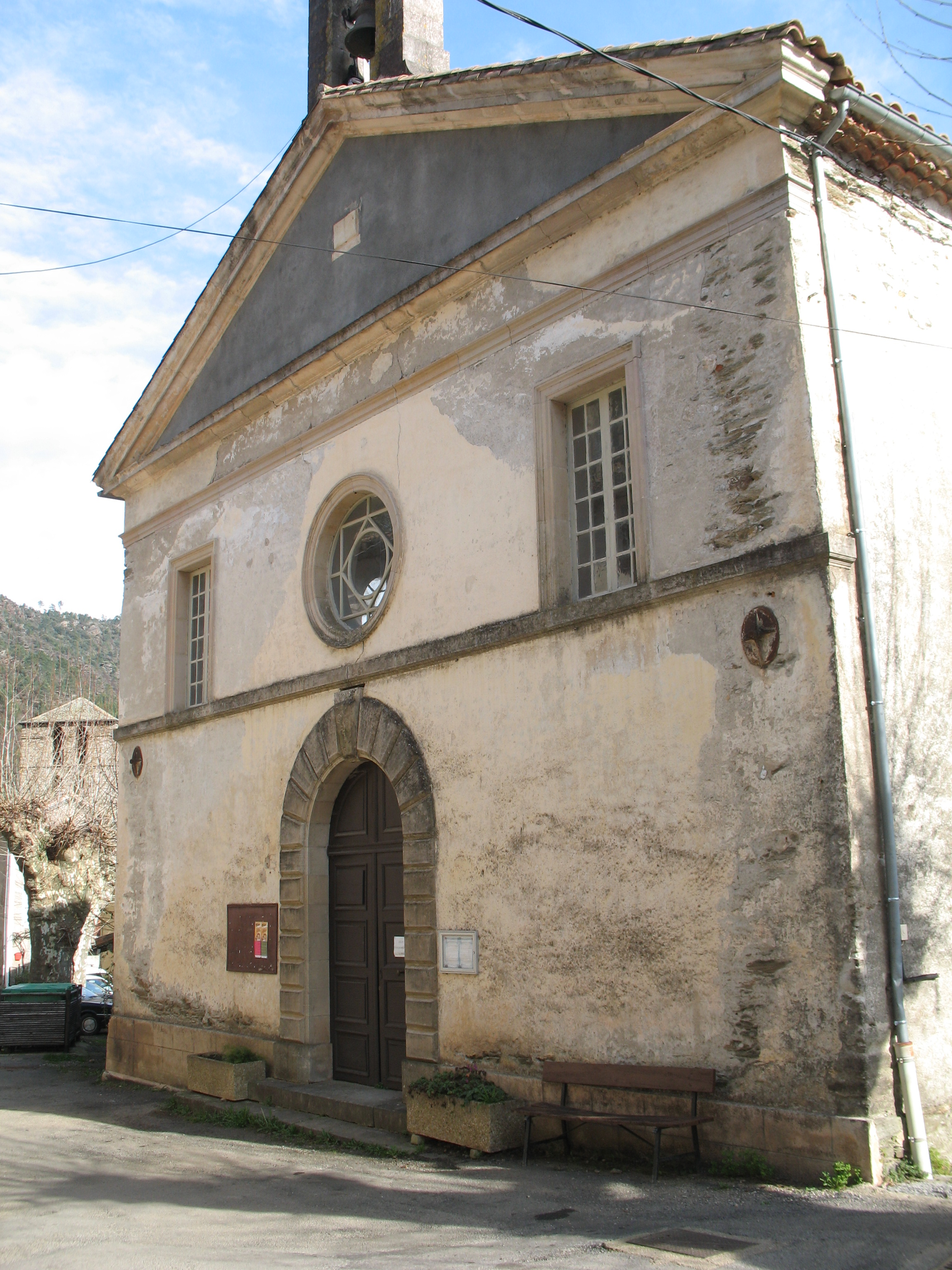
Façade du temple.
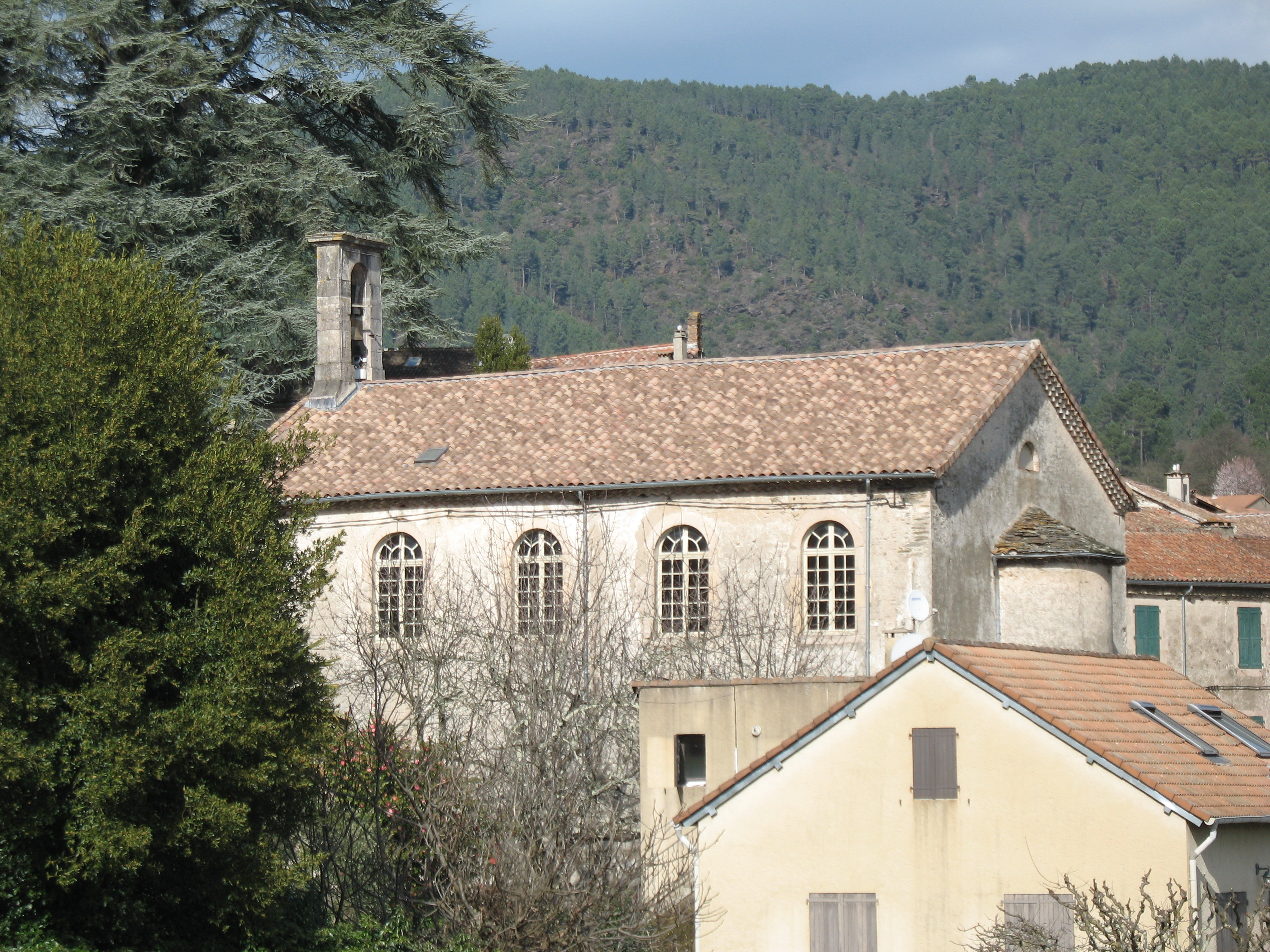
Vue latérale du temple.
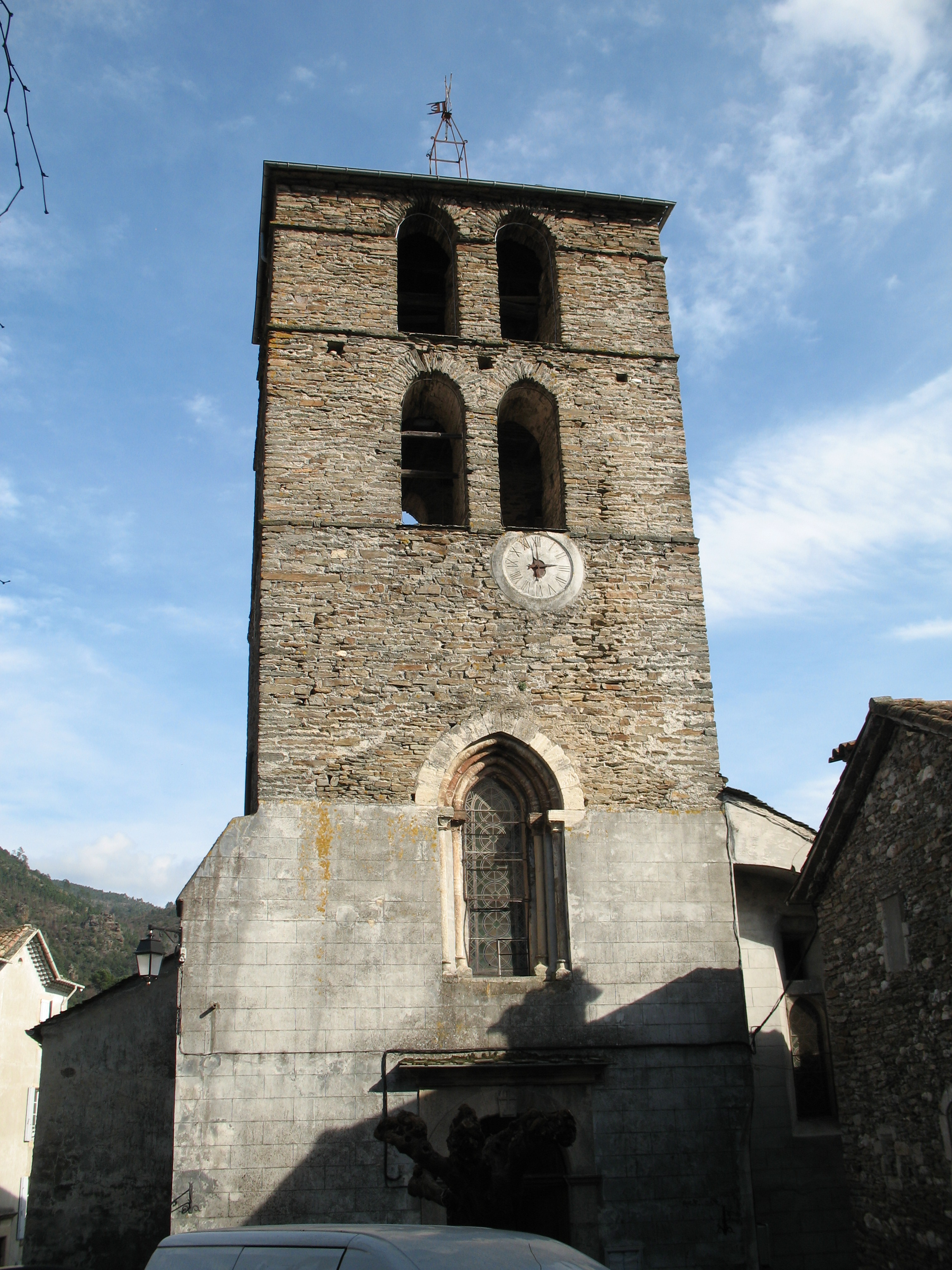
Vue du clocher de l'église.
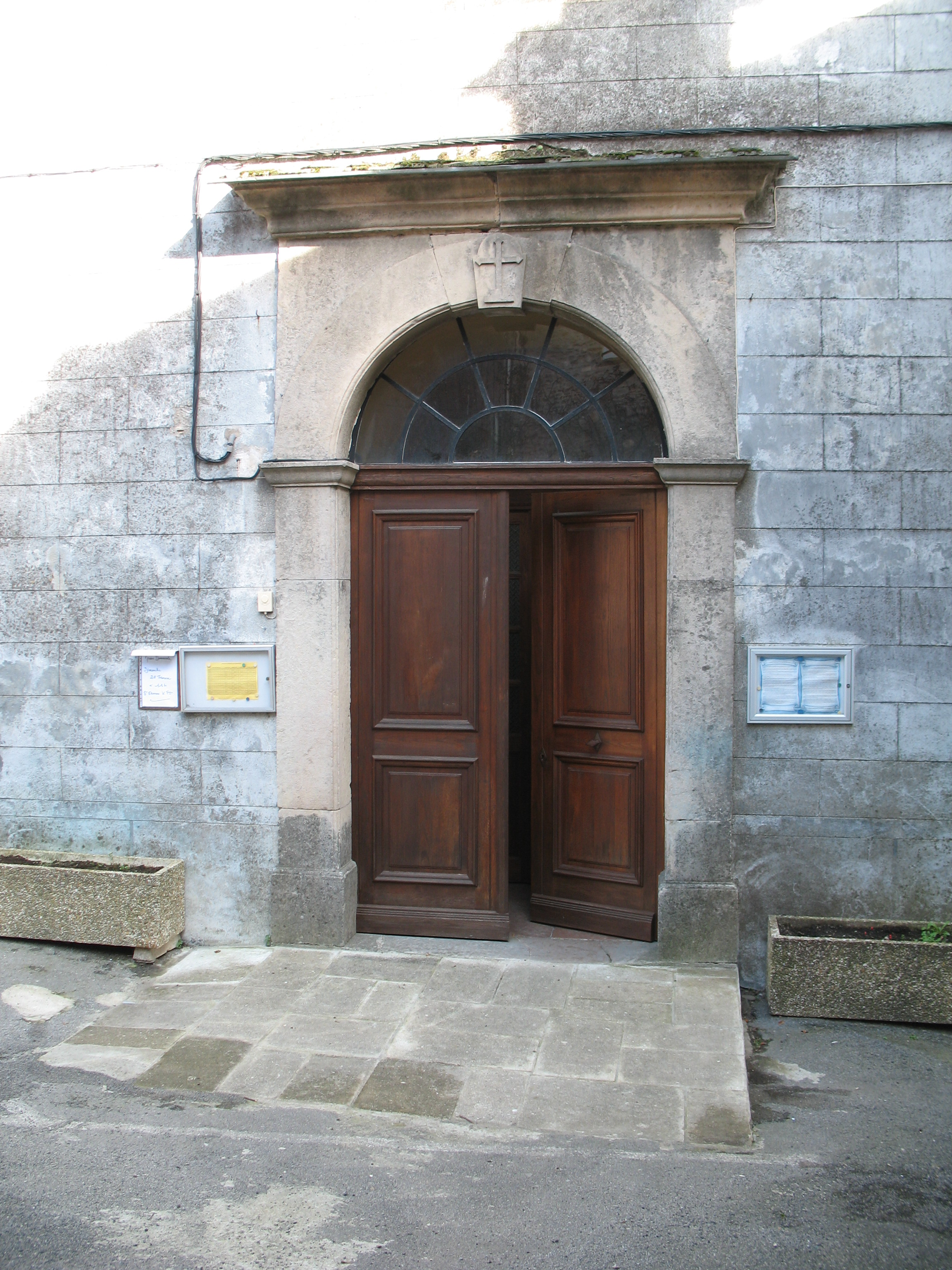
Entrée de l'église.
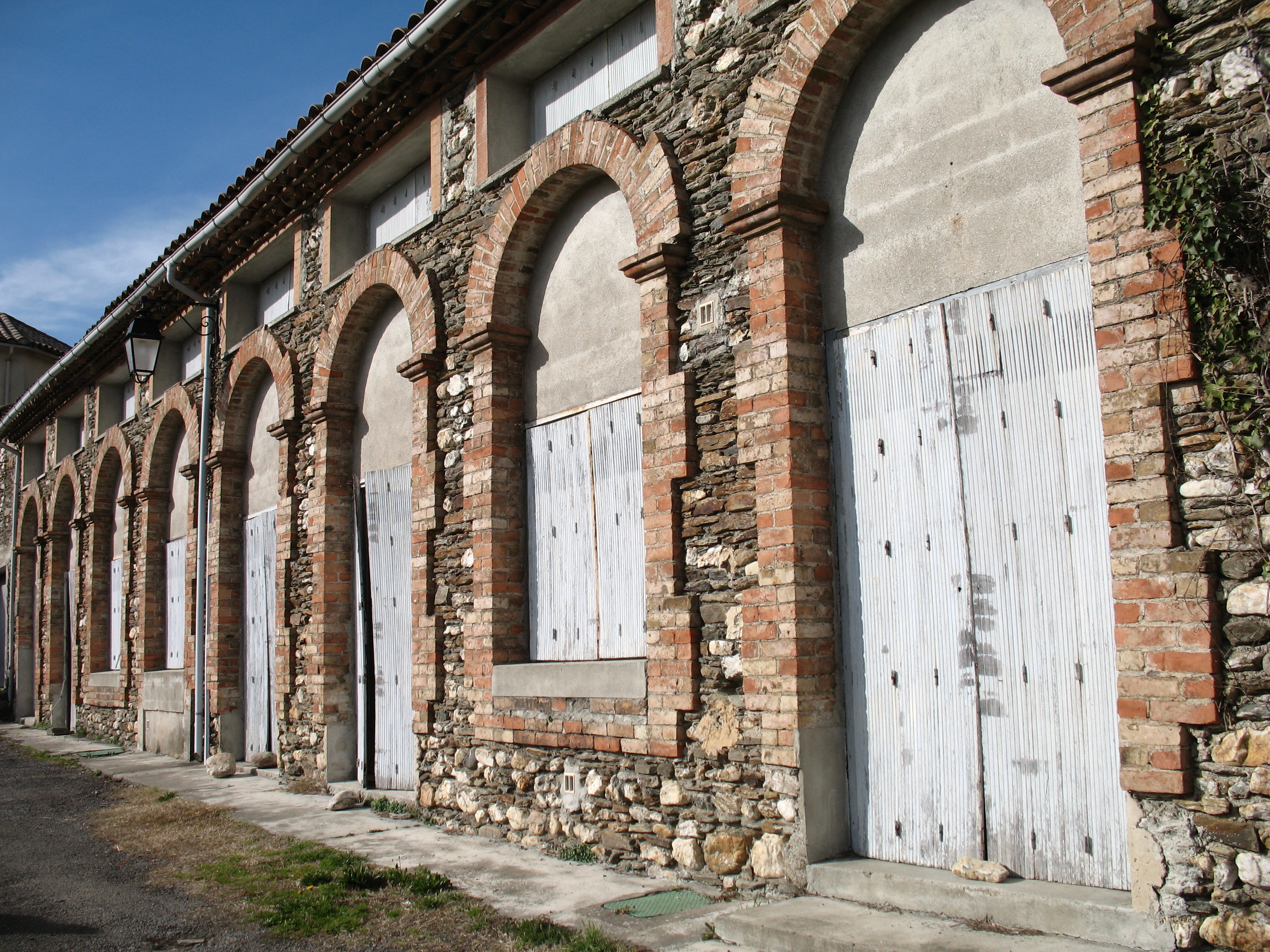
Vue latérale de l'ancienne filature.
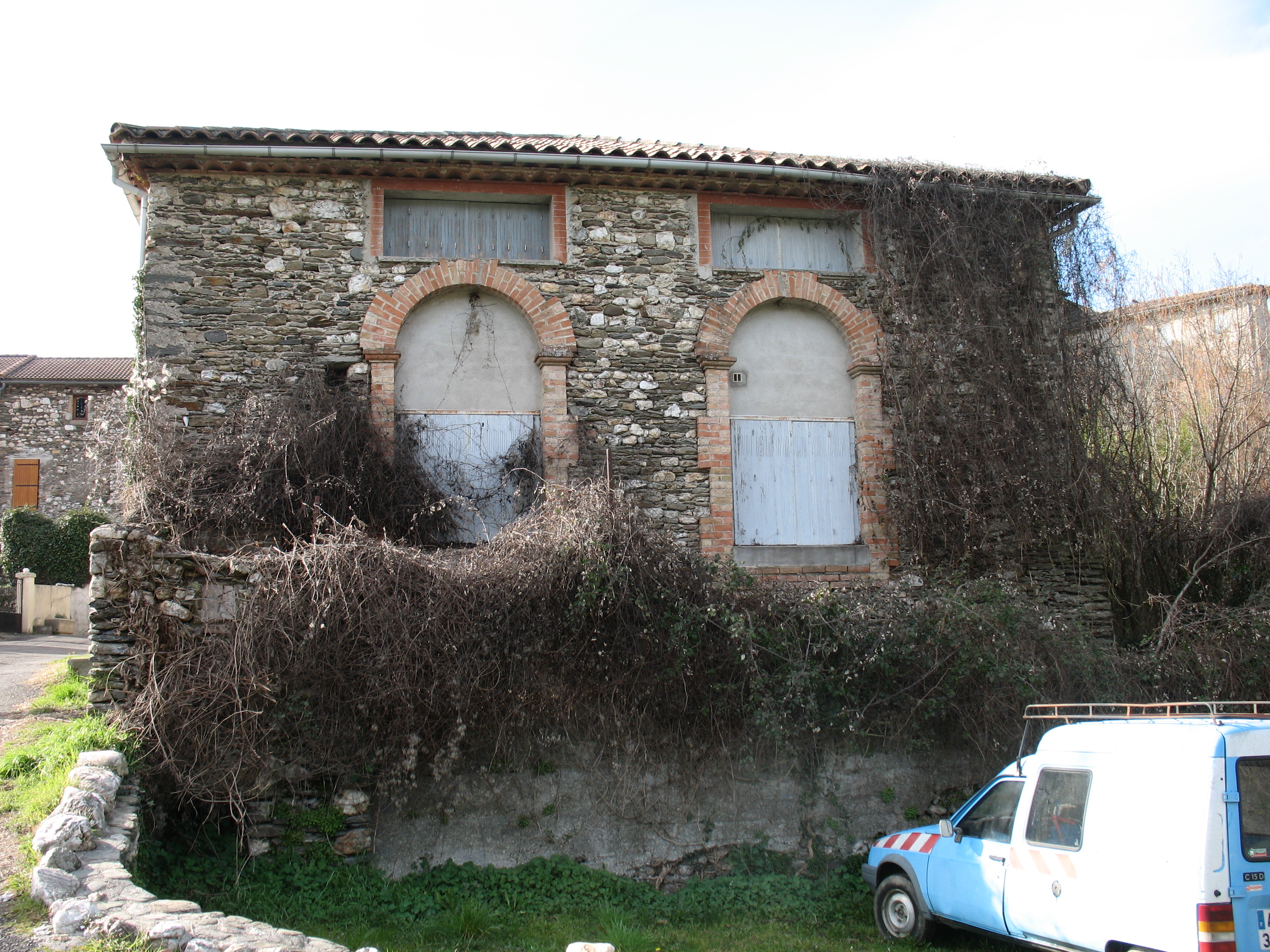
Autre vue de l'ancienne filature.
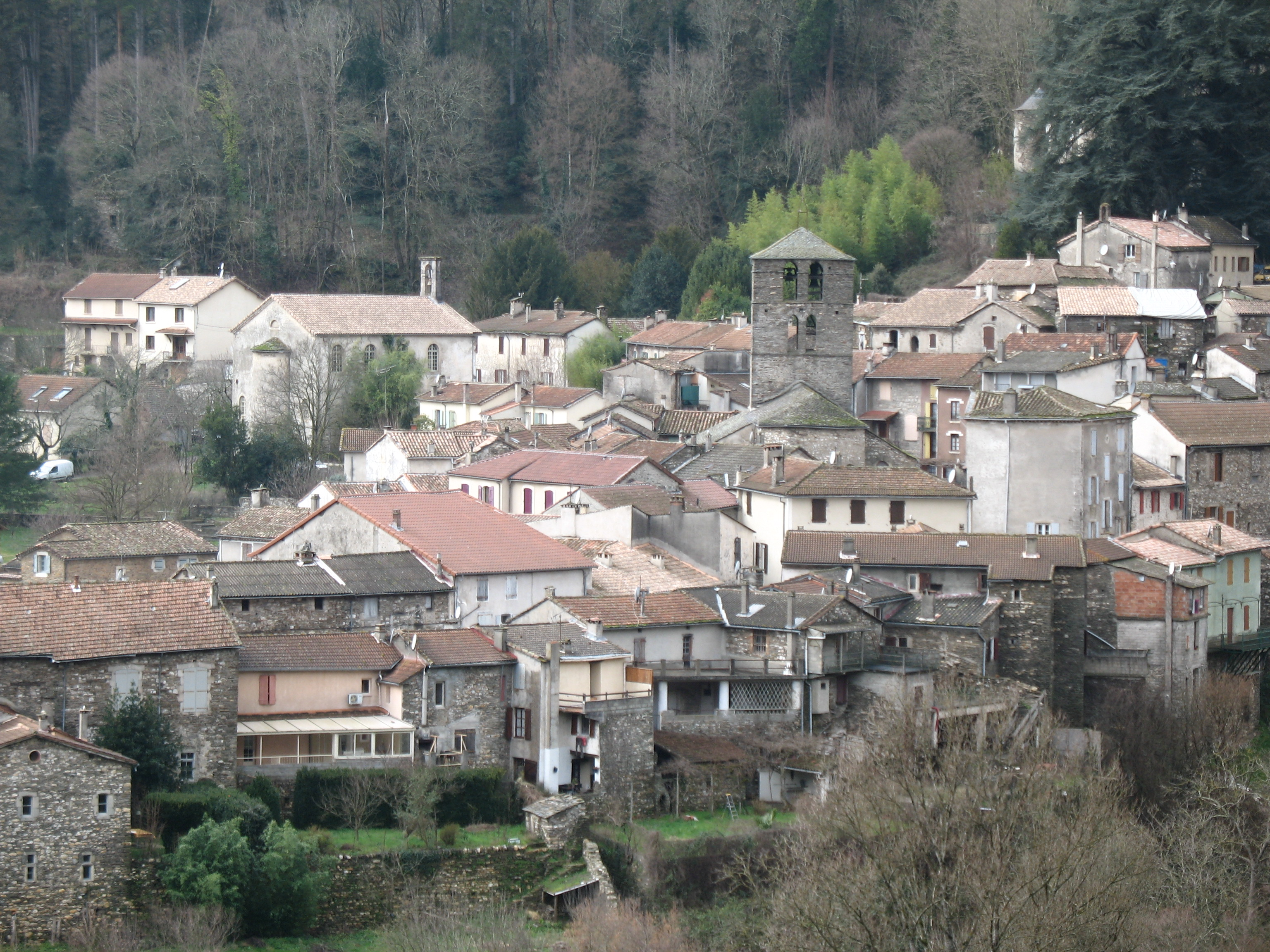
Vue du village avec le temple et l'église.
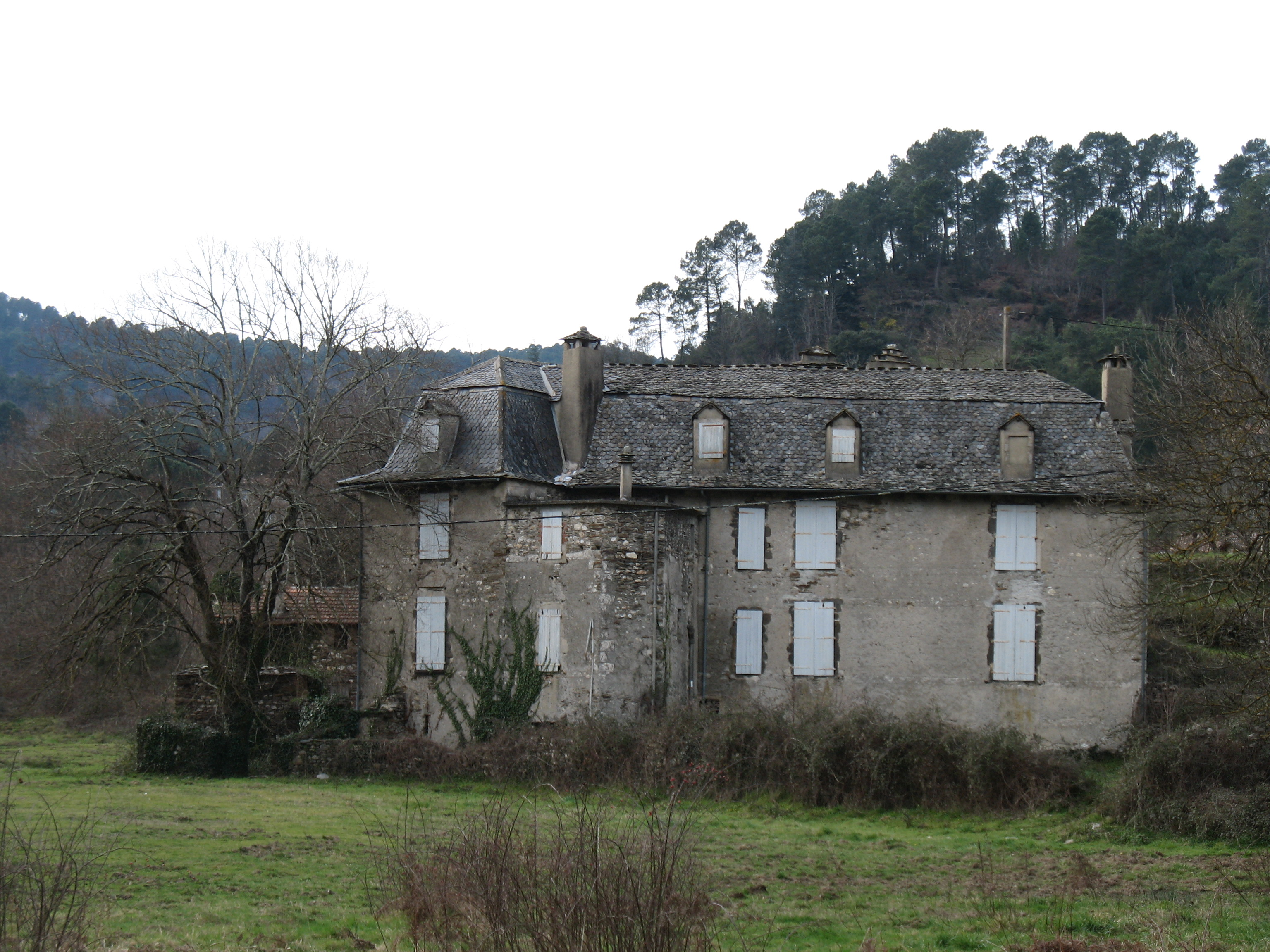
Vue du manoir des Cambous.

### Personnalités liées à la commune

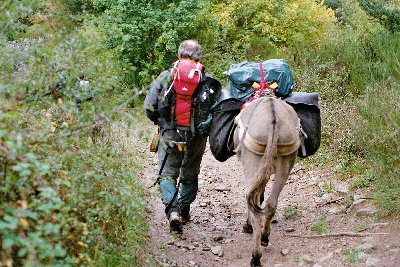
Randonneur avec un âne sur le chemin de Stevenson.

- Jean de Plantavit de La Pause était d'une famille originaire du bourg. Évêque de Lodève au XVIIe siècle, il fut l'un des plus grands hébraïsants de son temps.
- Robert Louis Stevenson, l'écrivain écossais, qui passa par le village le 2 octobre 1878, lors de la dernière étape de son périple à travers les Cévennes relaté dans Voyage avec un âne dans les Cévennes (1879).
- Otto Kühne, antifasciste allemand, dirigea le maquis Montaigne et donc les combats d'avril 1944 sur la commune pendant la Seconde Guerre mondiale.
- Claude Romain Lauze de Perret, conventionnel, fut guillotiné sous la Terreur comme girondin et complice de Charlotte Corday. Il était issu d'une famille de Saint-Étienne.
- Denis Decrès, amiral et ministre de la Marine de Napoléon Ier, était le fils d'un Stéphanois.
- Jean Monod, né en 1941, ethnologue, cinéaste, écrivain, poète et traducteur vit à Saint-Étienne depuis 1988 où il a fondé la maison d'édition AIOU[92]
- Colette Chevrot, ancienne championne d'Europe de ski nautique (1953, 1954). Dans une deuxième partie de sa vie, en tant que chanteuse, elle a été l'une des figures marquantes des cabarets "rive gauche" du Paris des années 1950-60. Elle vit à Saint-Étienne depuis 1970.